# Biserica de lemn din Sânișor

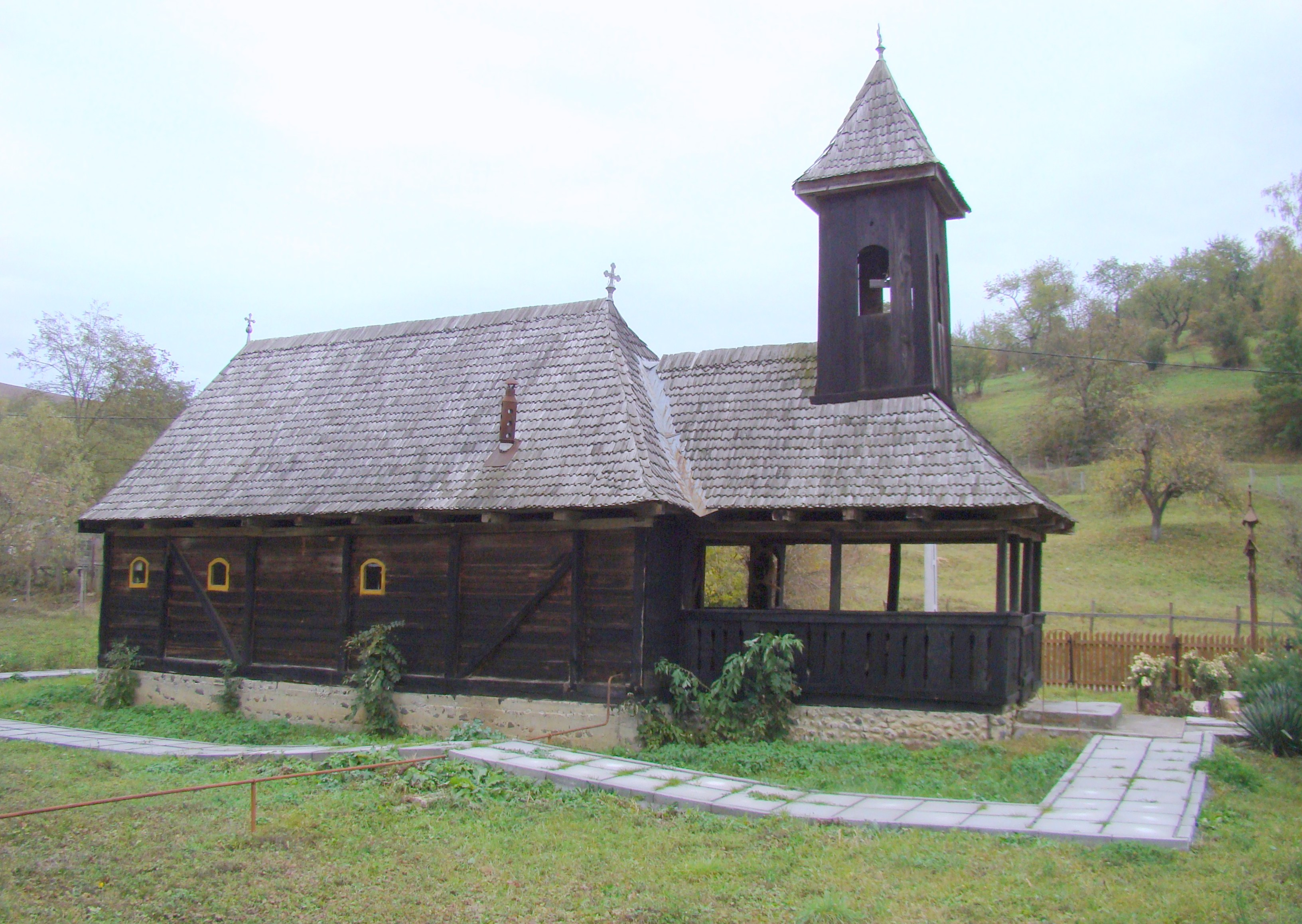
Biserica de lemn „Sfinţii Arhangheli” din Sânişor, comuna Livezeni, județul Mureș, foto: octombrie 2009.

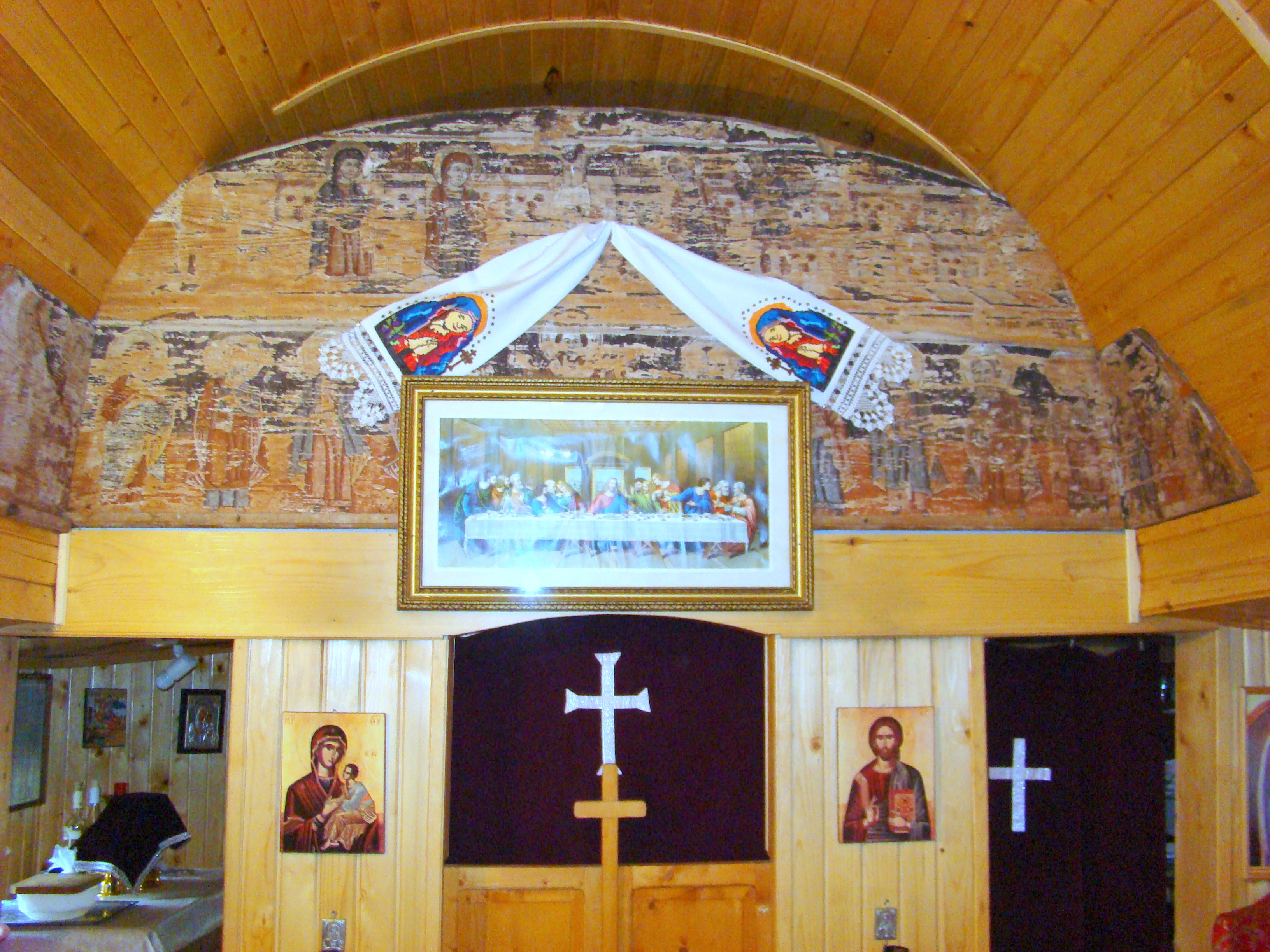
Singurul fragment din pictura originală care s-a mai păstrat, după mutarea şi repararea bisericii, pe tâmpla catapetesmei

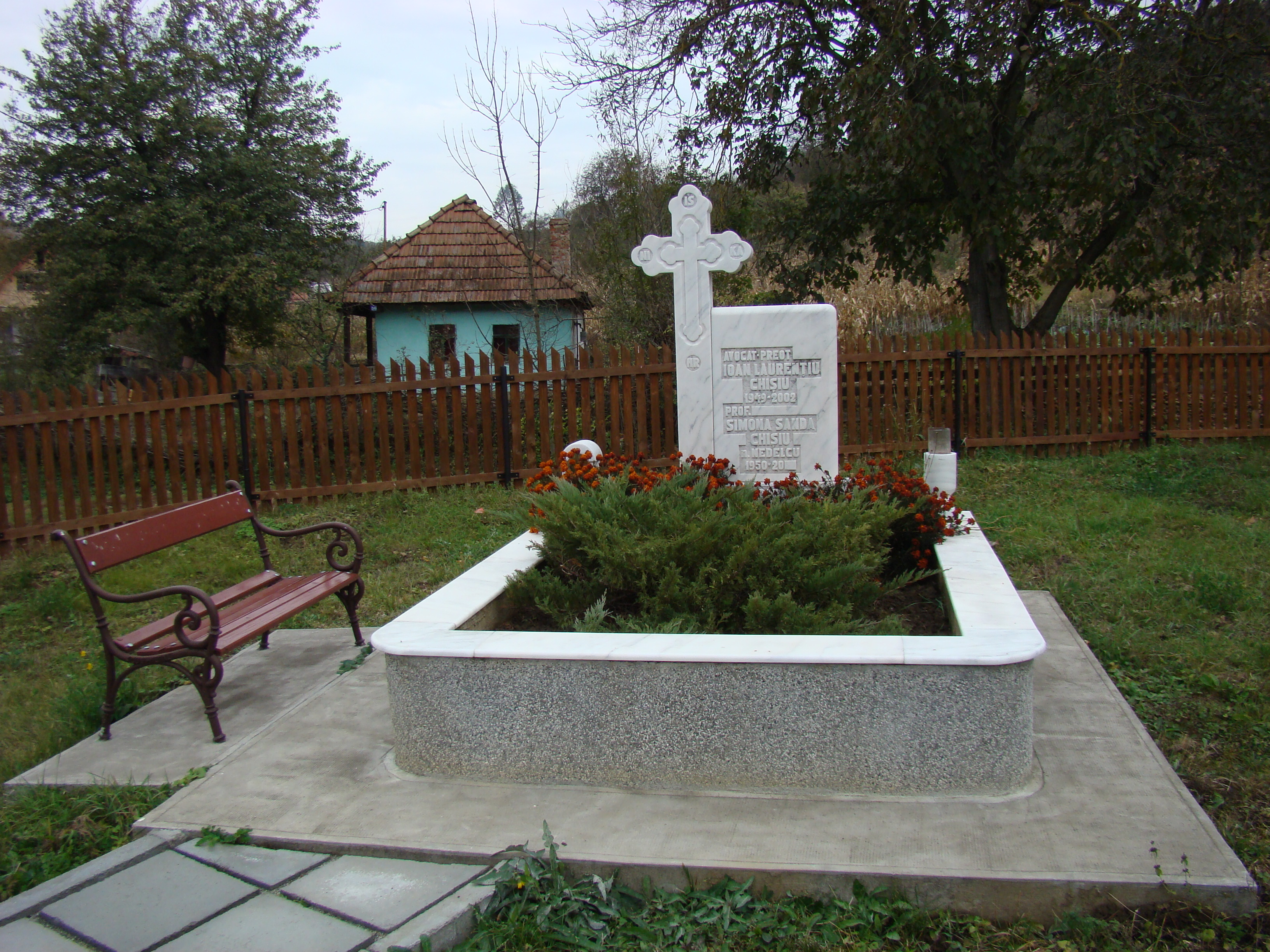
Mormântul avocatului-preot Ioan Laurenţiu Chişiu, fost decan al Baroului Târgu-Mureş şi paroh al bisericii din Sânişor, prin strădaniile căruia biserica a fost reparată şi poate fi încă folosită de mica comunitate românească

Biserica de lemn din Sânișor, comuna Livezeni, județul Mureș. Edificarea bisericii a avut loc în secolul XVIII. Are hramul „Sfinții Arhangheli Mihail și Gavriil”. Biserica se află pe noua listă a monumentelor istorice sub codul LMI:  MS-II-m-B-15793.

## Istoric și trăsături
Satul Sânișor (denumit anterior Chibelia) face parte din comuna Livezeni, fiind atestat documentar, pentru prima dată, în anul 1567 sub denumirea de Kebele.
Recensământul din 1857 prezintă satul Sânișor ca fiind o localitate mică, cu un număr de 257 locuitori, dintre care 55 ortodocși, 78 greco-catolici, 21 romano-catolici, 101 reformați și 2 unitarieni. Date aproximativ identice prezintă și istoricii maghiari ai secolului XIX, Benko Karoly și Orban Balazs.
În cursul secolului XX procentul românilor devine tot mai mic, în 1910 dintr-un total de 215 locuitori, 96 s-au declarat români, iar Recensământul din 1966 înregistra doar 57 de locuitori de naționalitate română, dintr-un total de 247.
Pentru biserica de lemn din Sânișor nu s-au găsit elemente certe de datare, proveniența putând fi stabilită doar pe baza analizei științifice a edificiului. Este posibil ca data realizării să fi fost menționată pe ancadramentul intrării, însă lucrările de reparații și consolidare executate în anul 1838 au îndepărtat această posibilă inscripție. Analiza cumulativă a unor elemente precum clopotnița pe două niveluri, modul de îmbinare a bârnelor, acoperișurile interioare, fragmentele pictate plasează edificarea bisericii în prima parte a secolului XVIII.
Biserica a fost mutată pe actualul amplasament în anul 1981, până la această dată ea aflându-se pe dealul pe care inițial se afla satul și care a fost strămutat datorită alunecărilor de teren. Cu ocazia reamplasării lăcașului de cult, clopotnița nu mai este refăcută la forma inițial avută, adică independent față de biserică, fiind, în schimb, așezată deasupra pronaosului.

## Imagini din interior

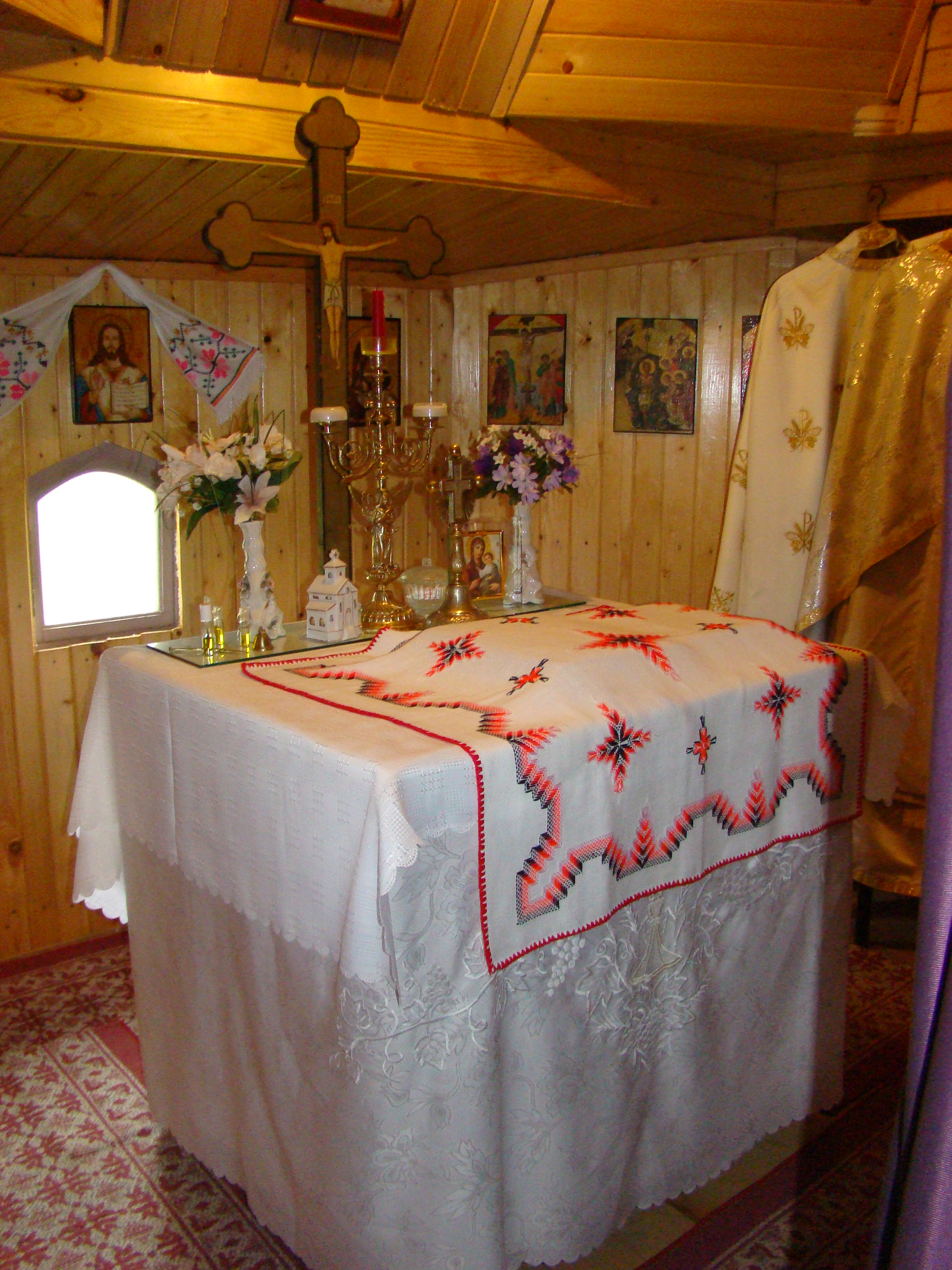
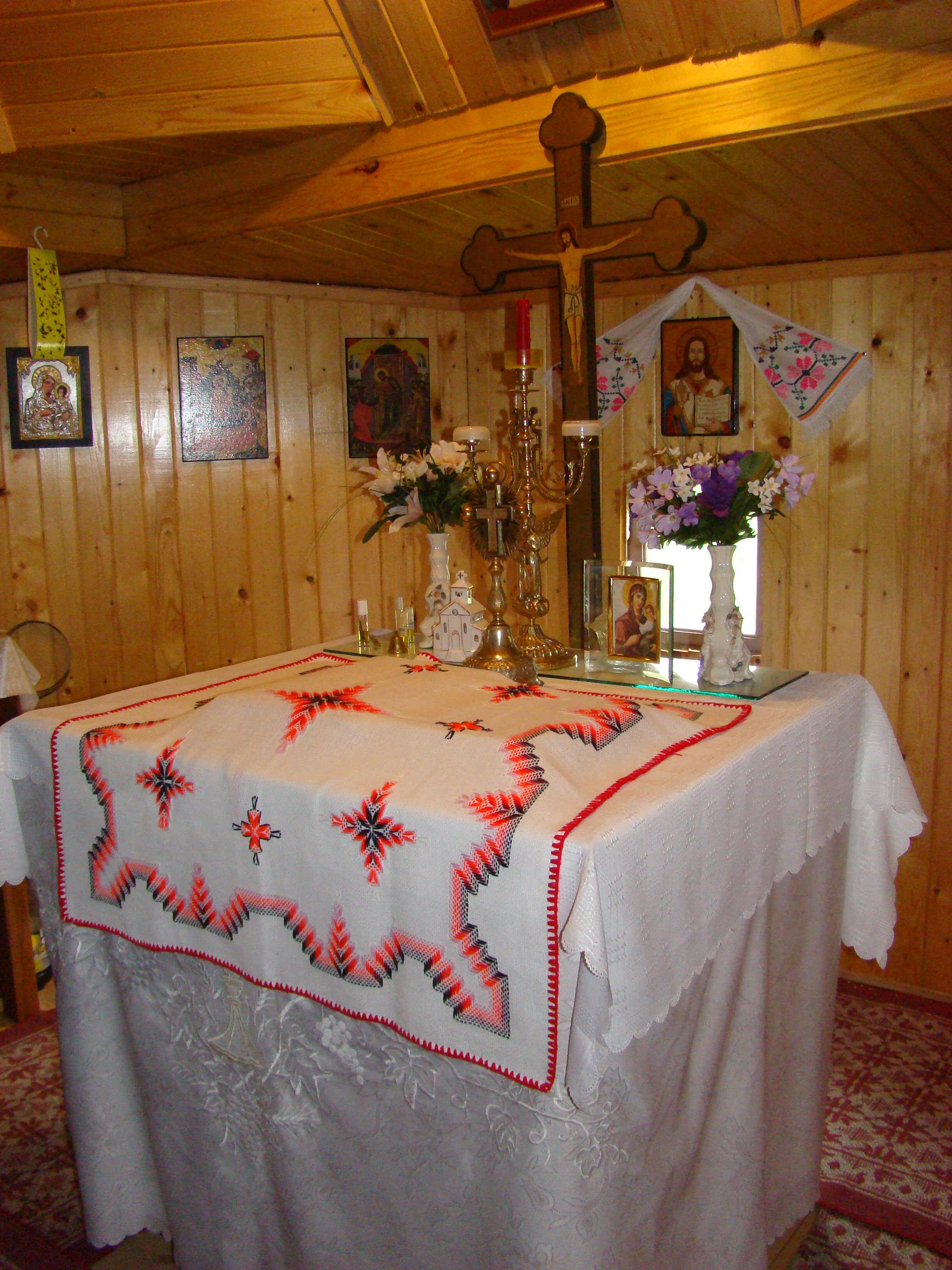
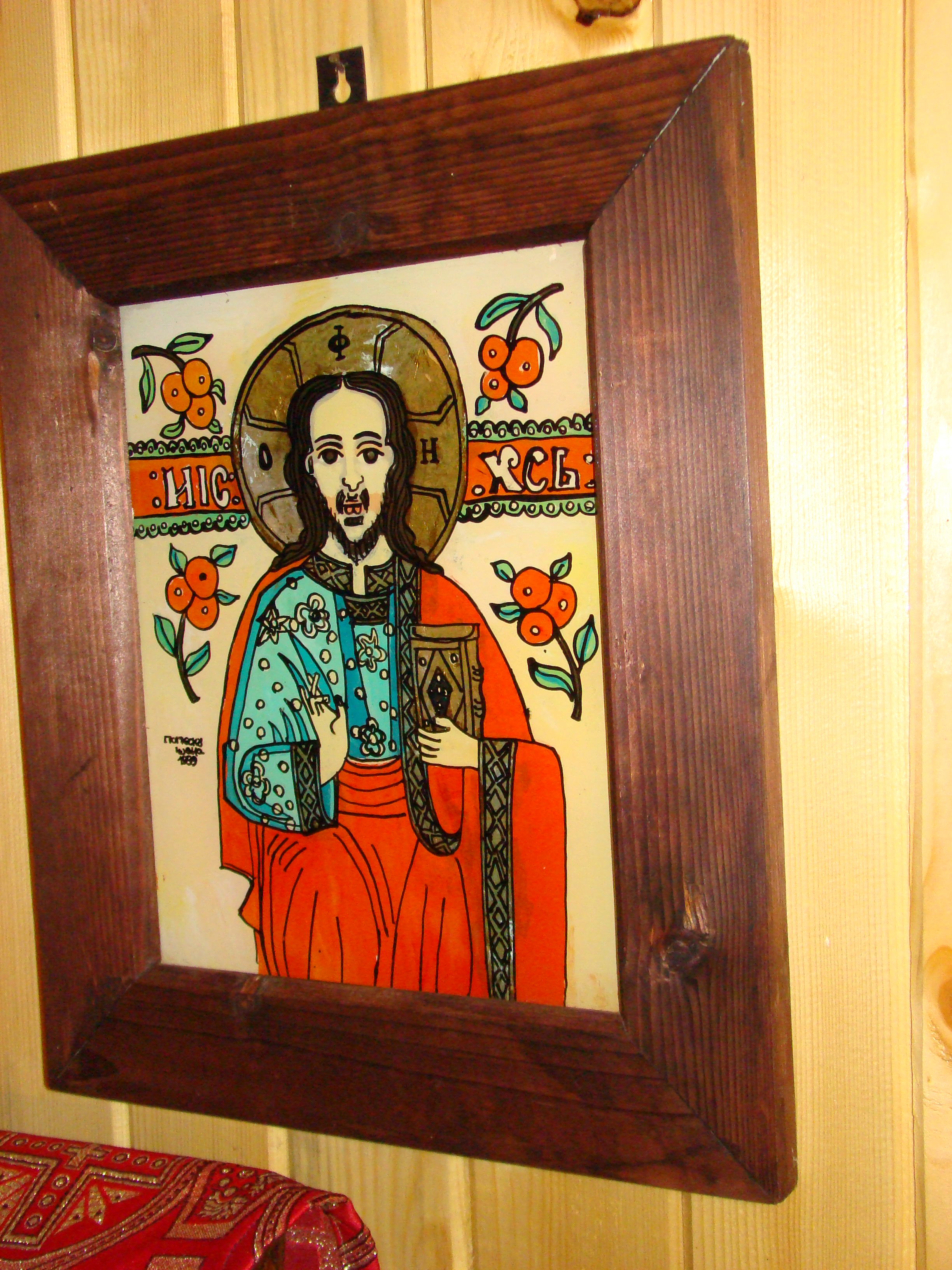
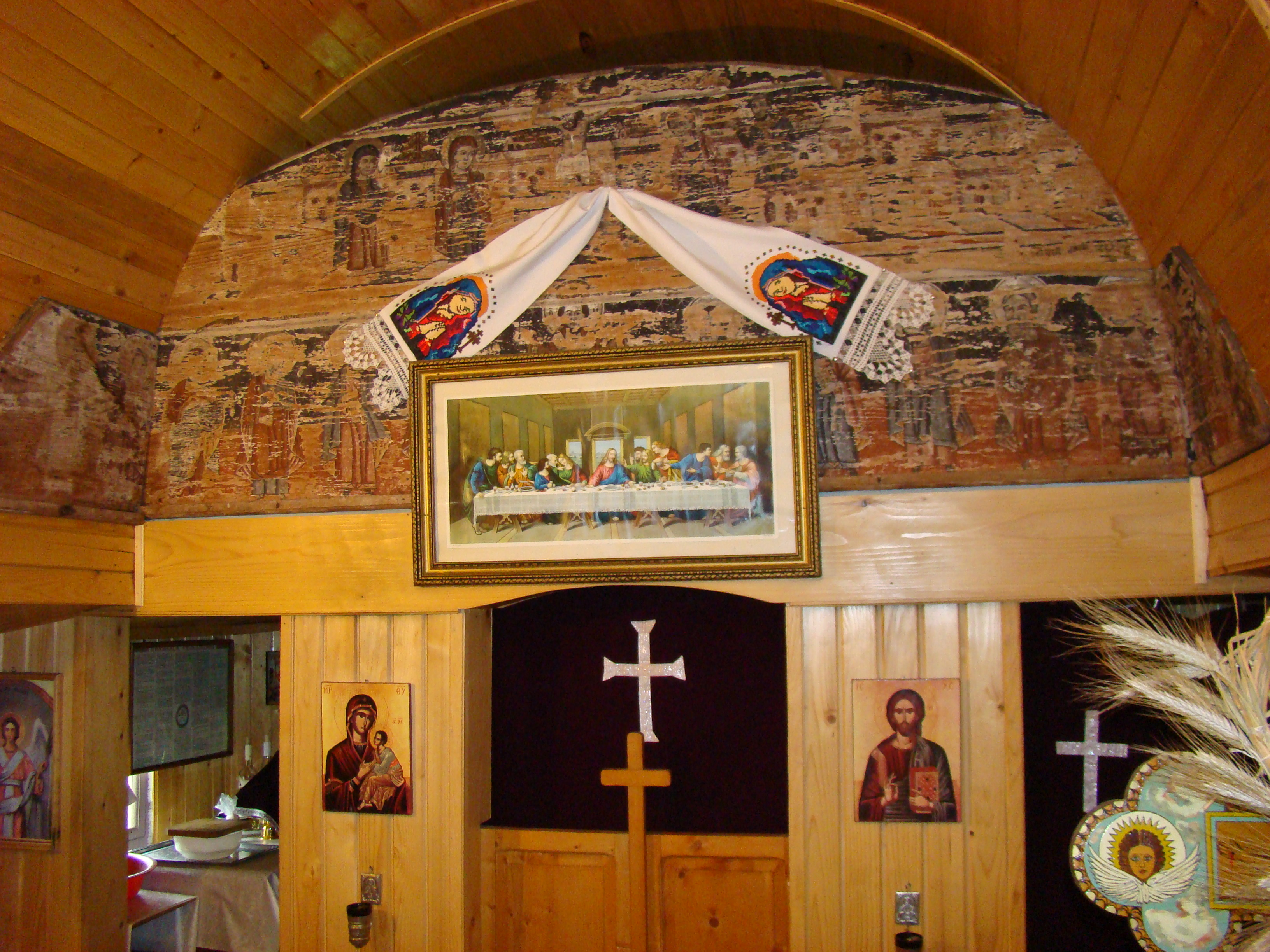
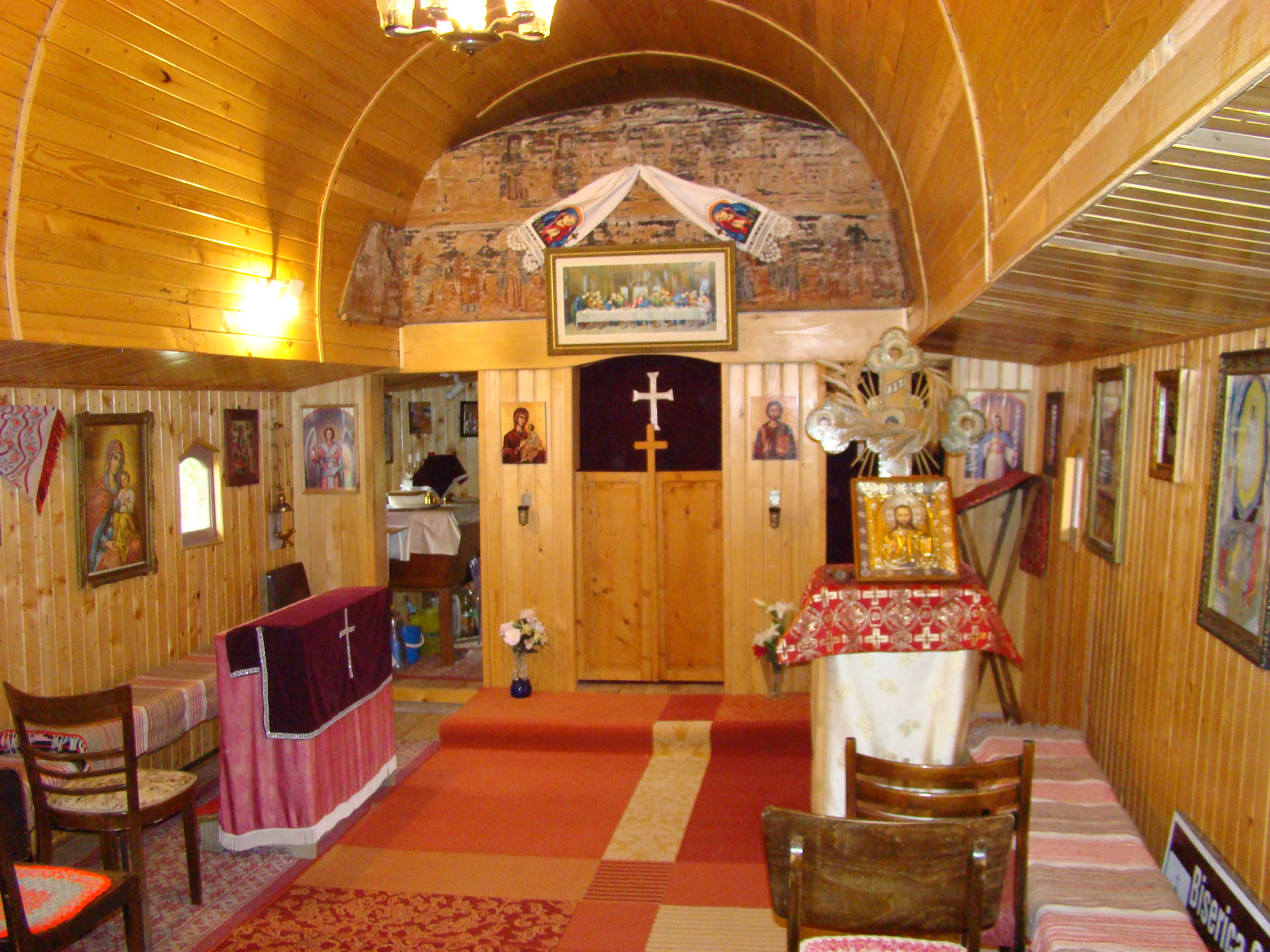
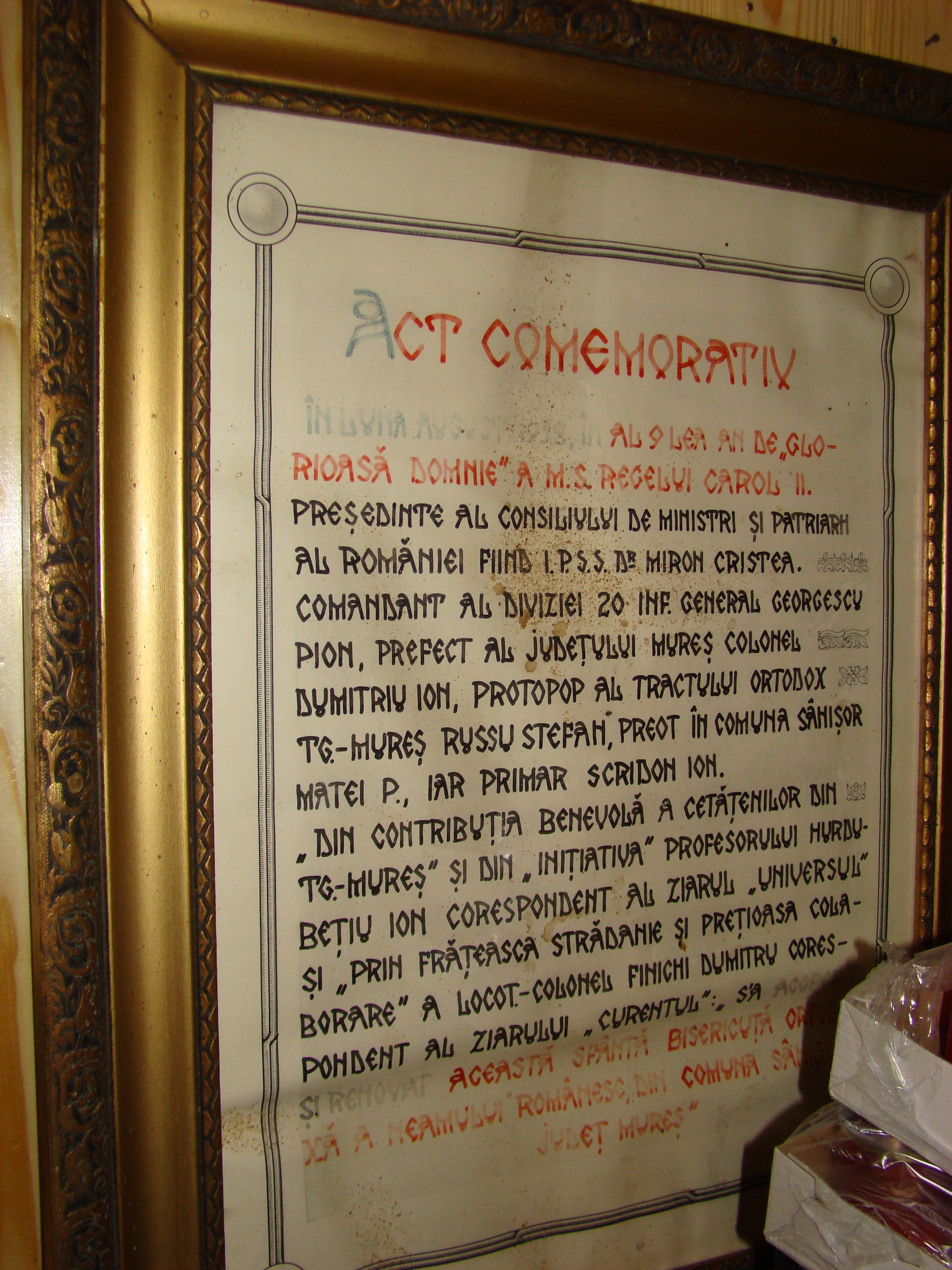
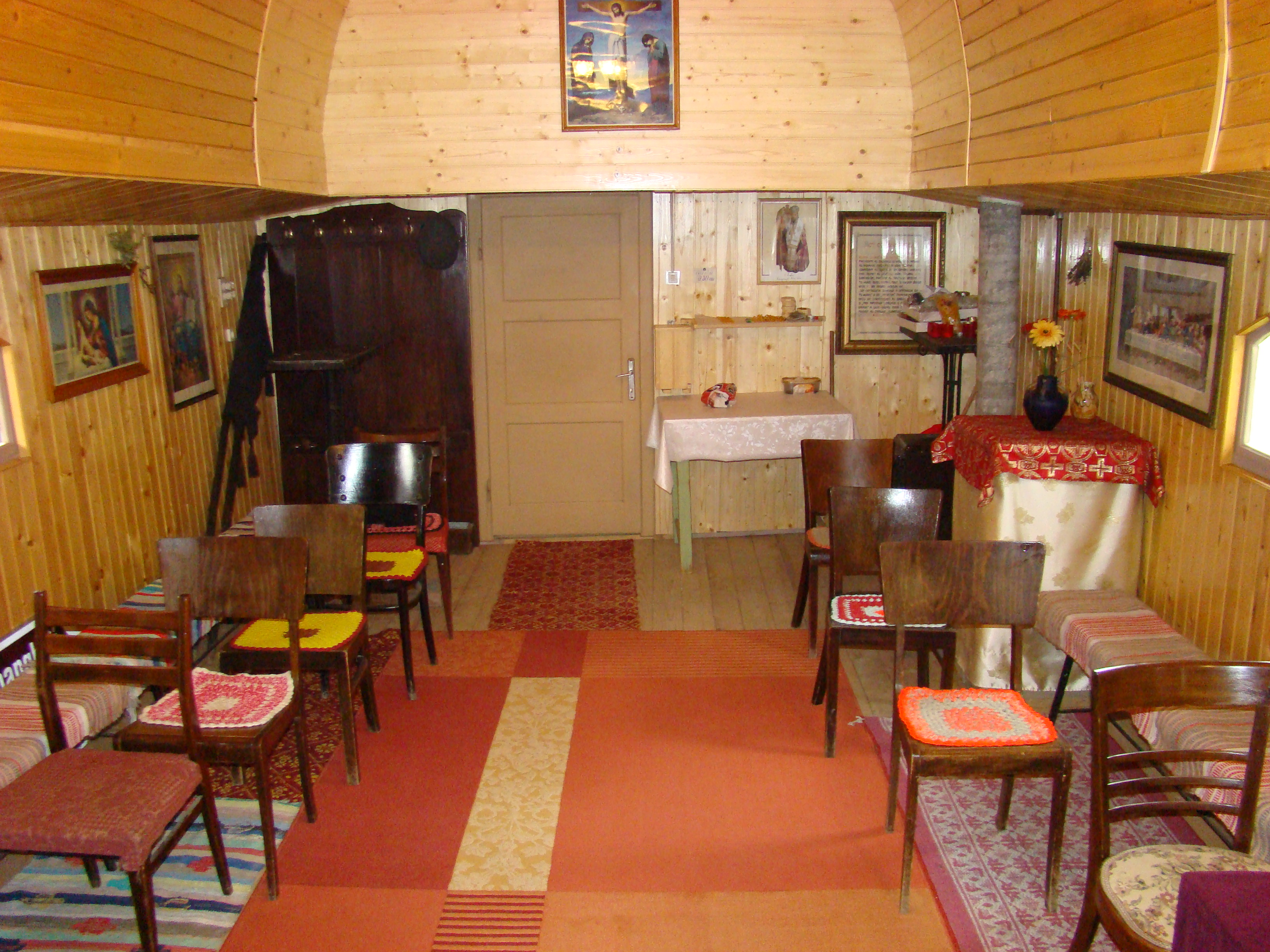
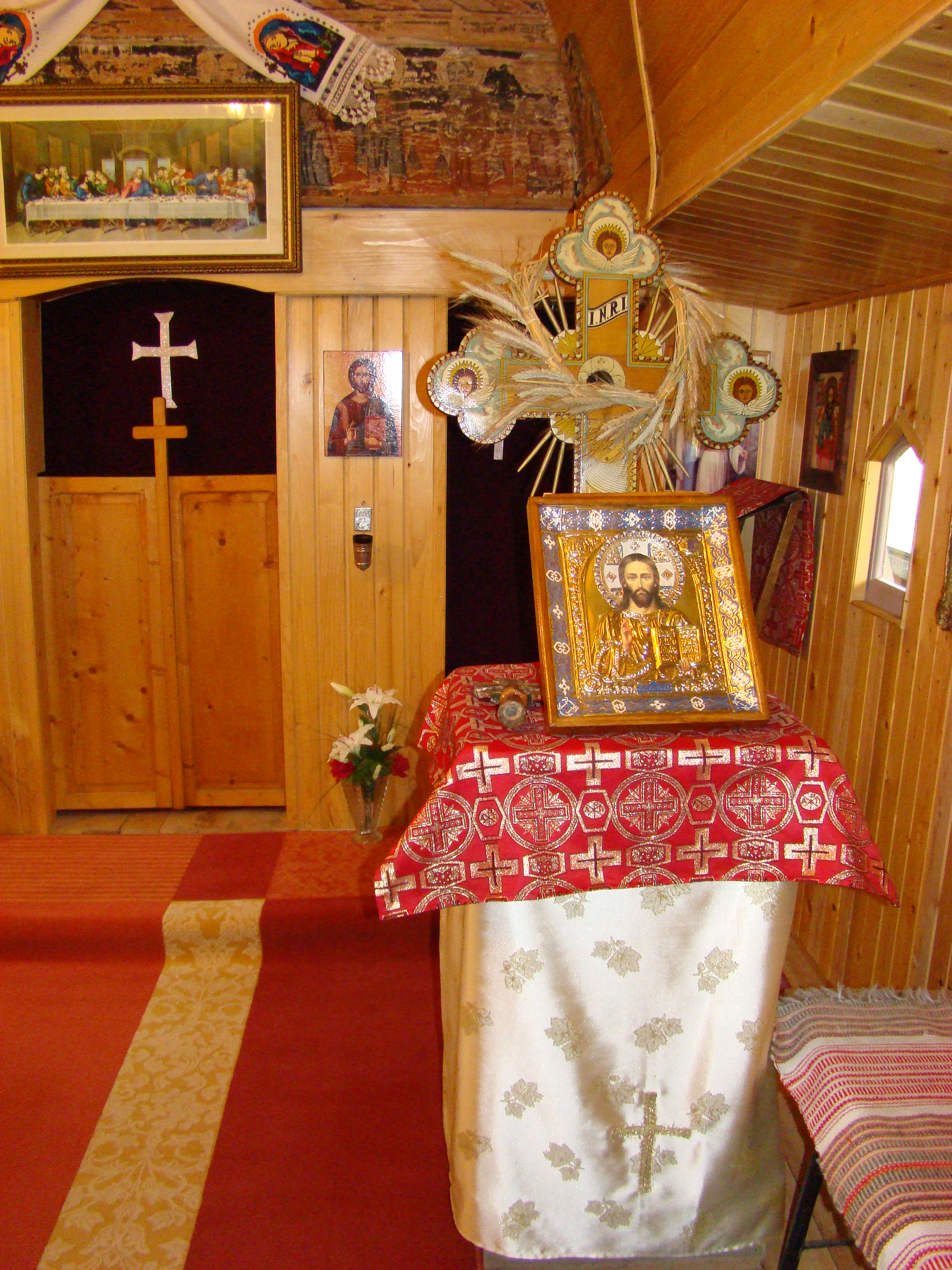

## Imagini din exterior

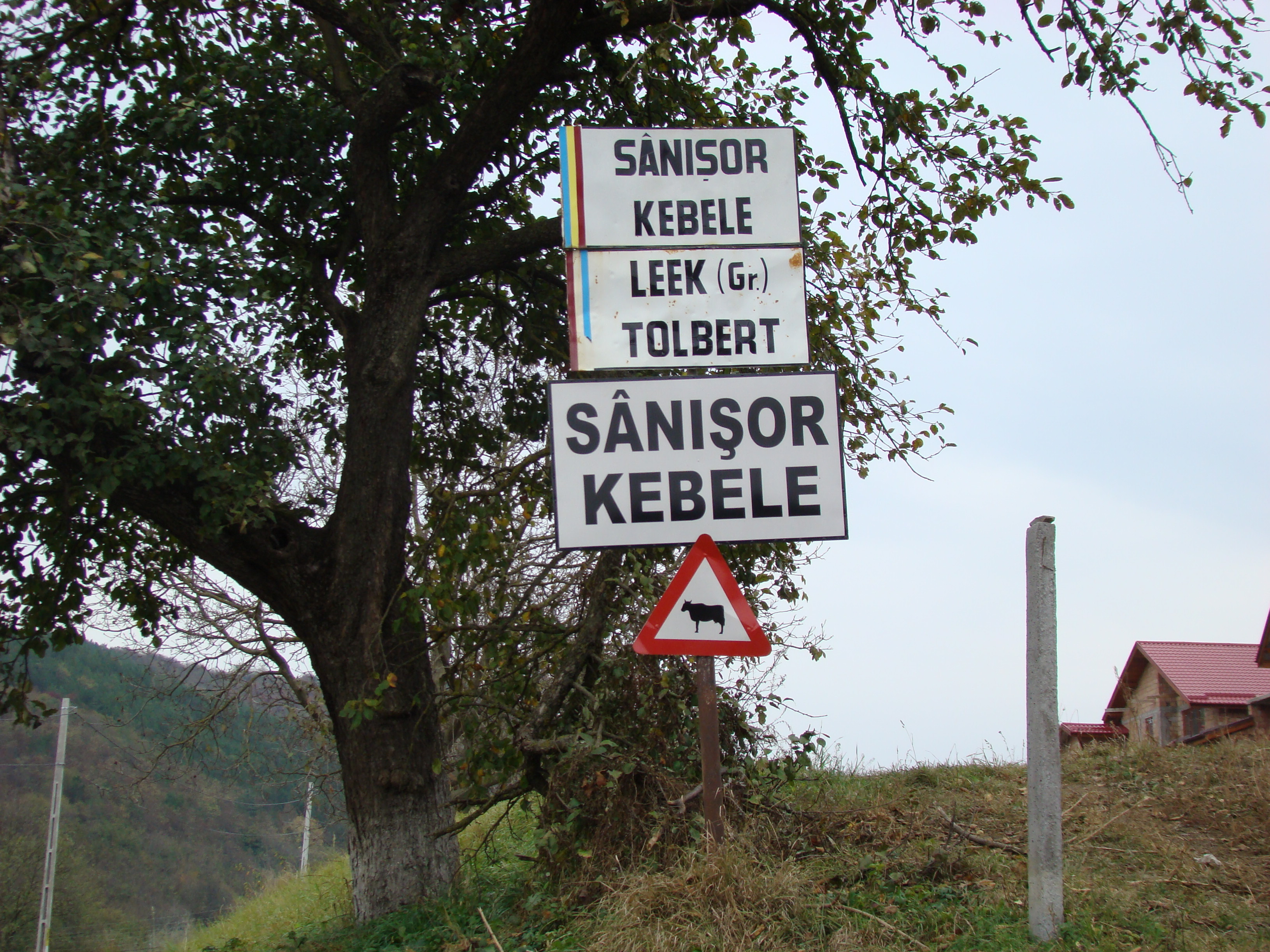
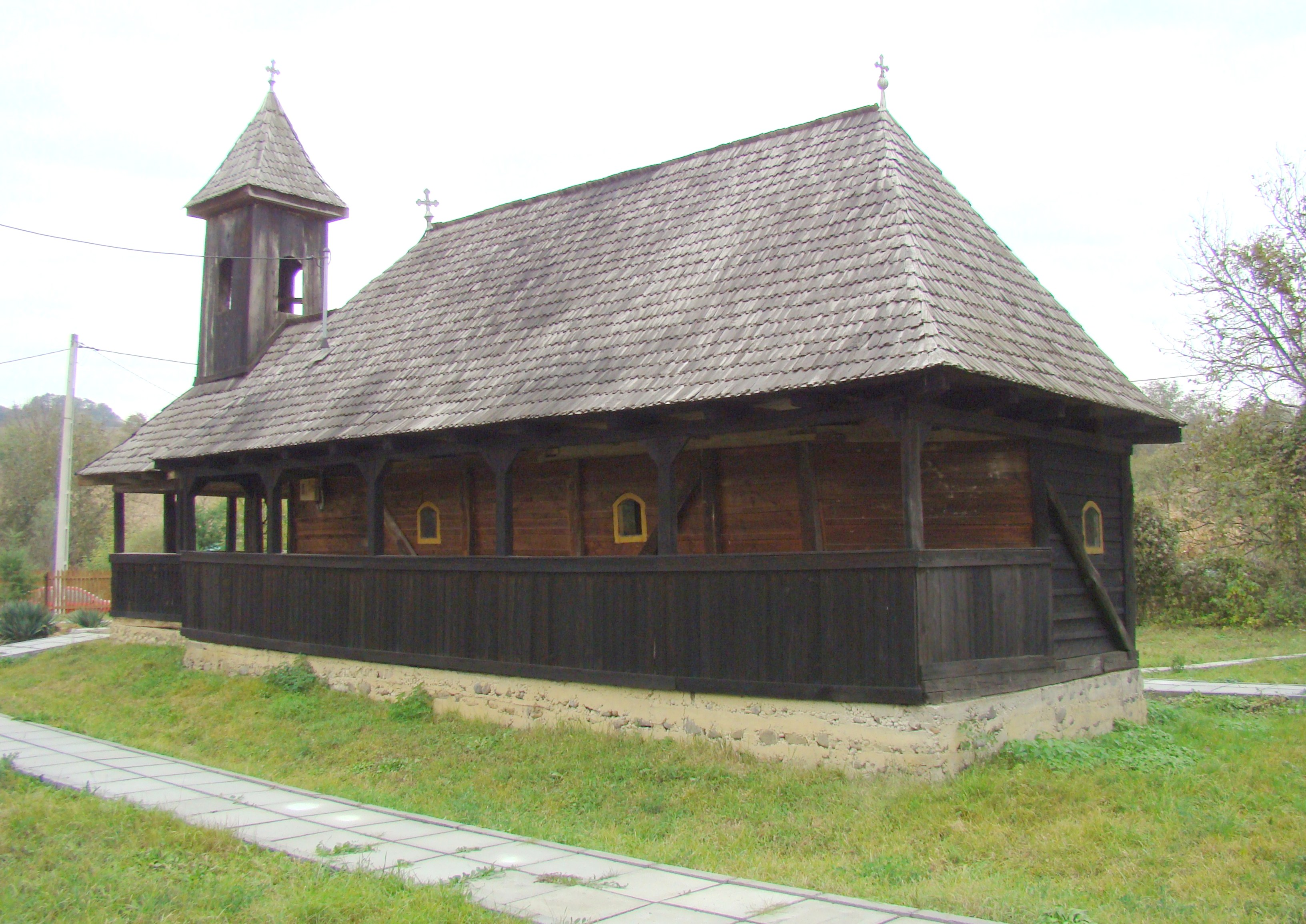
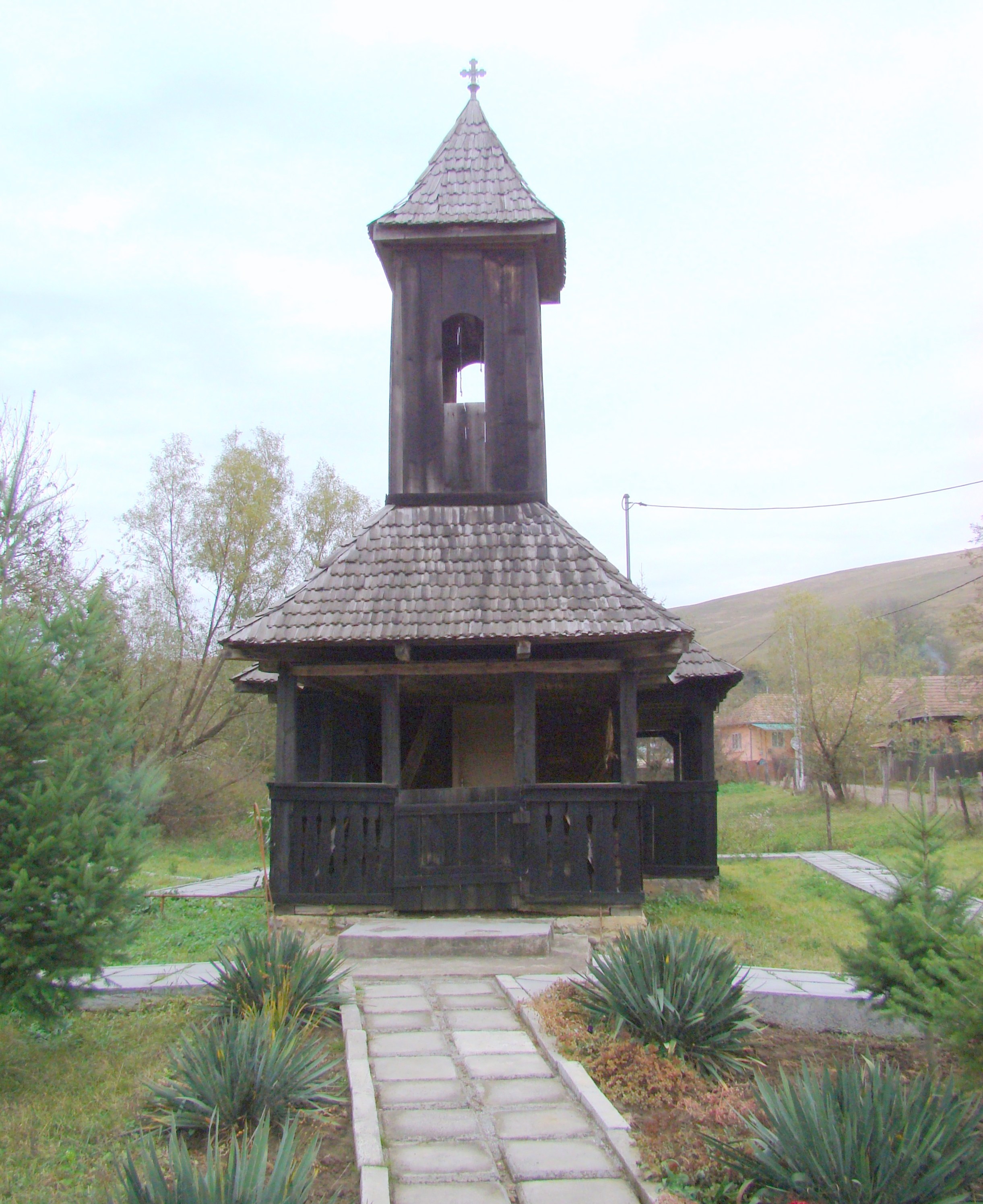
Biserica (vest)
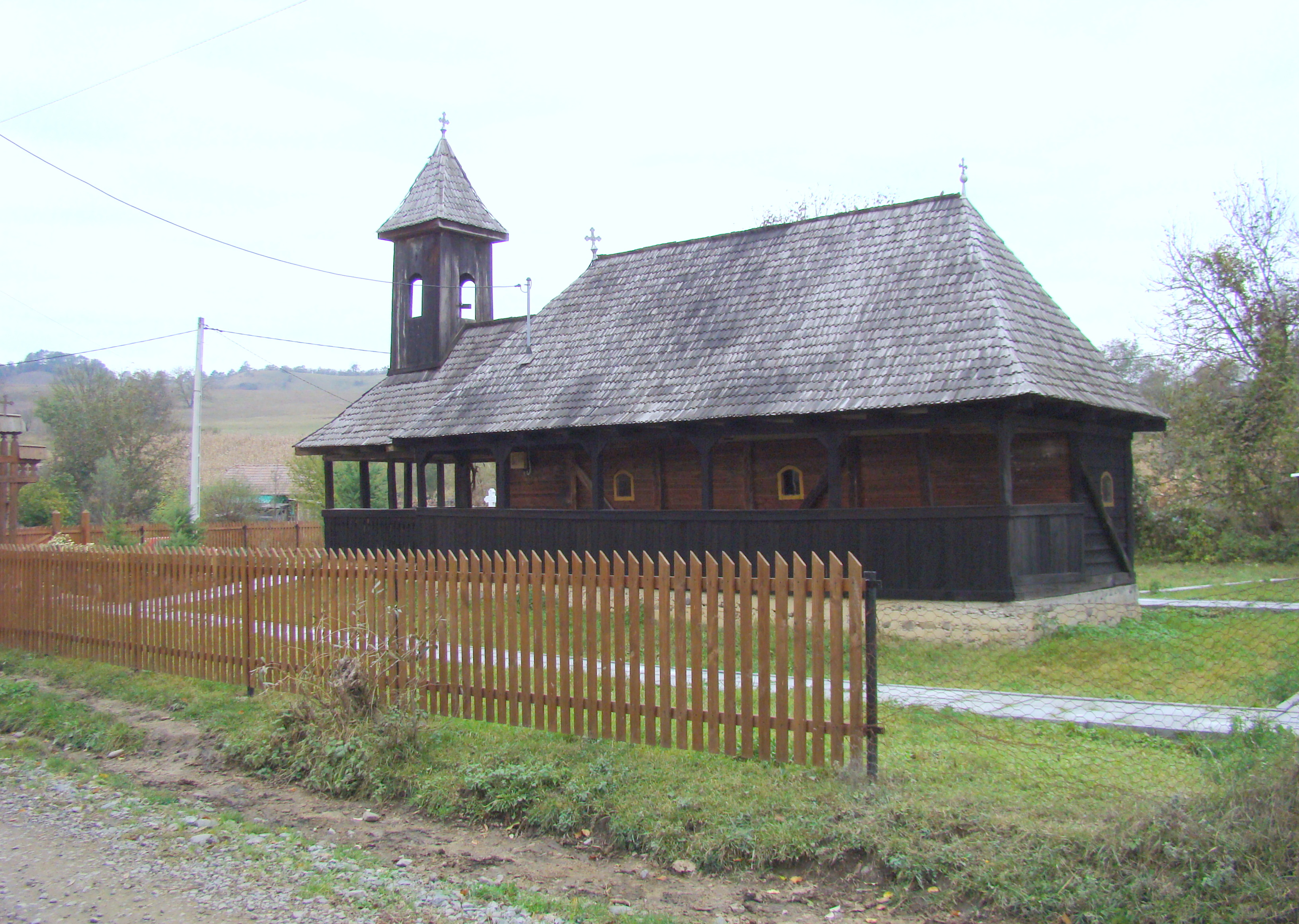
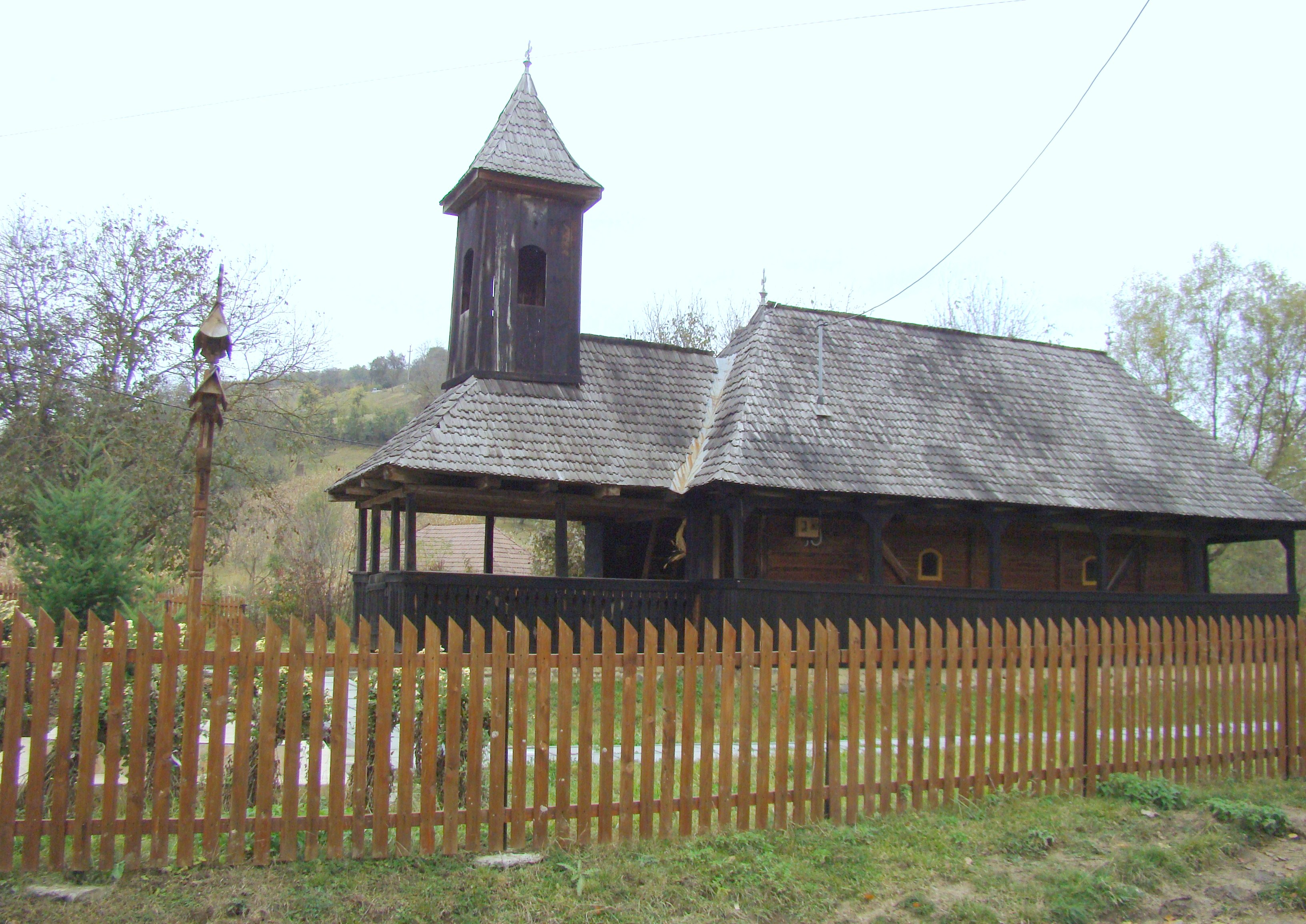
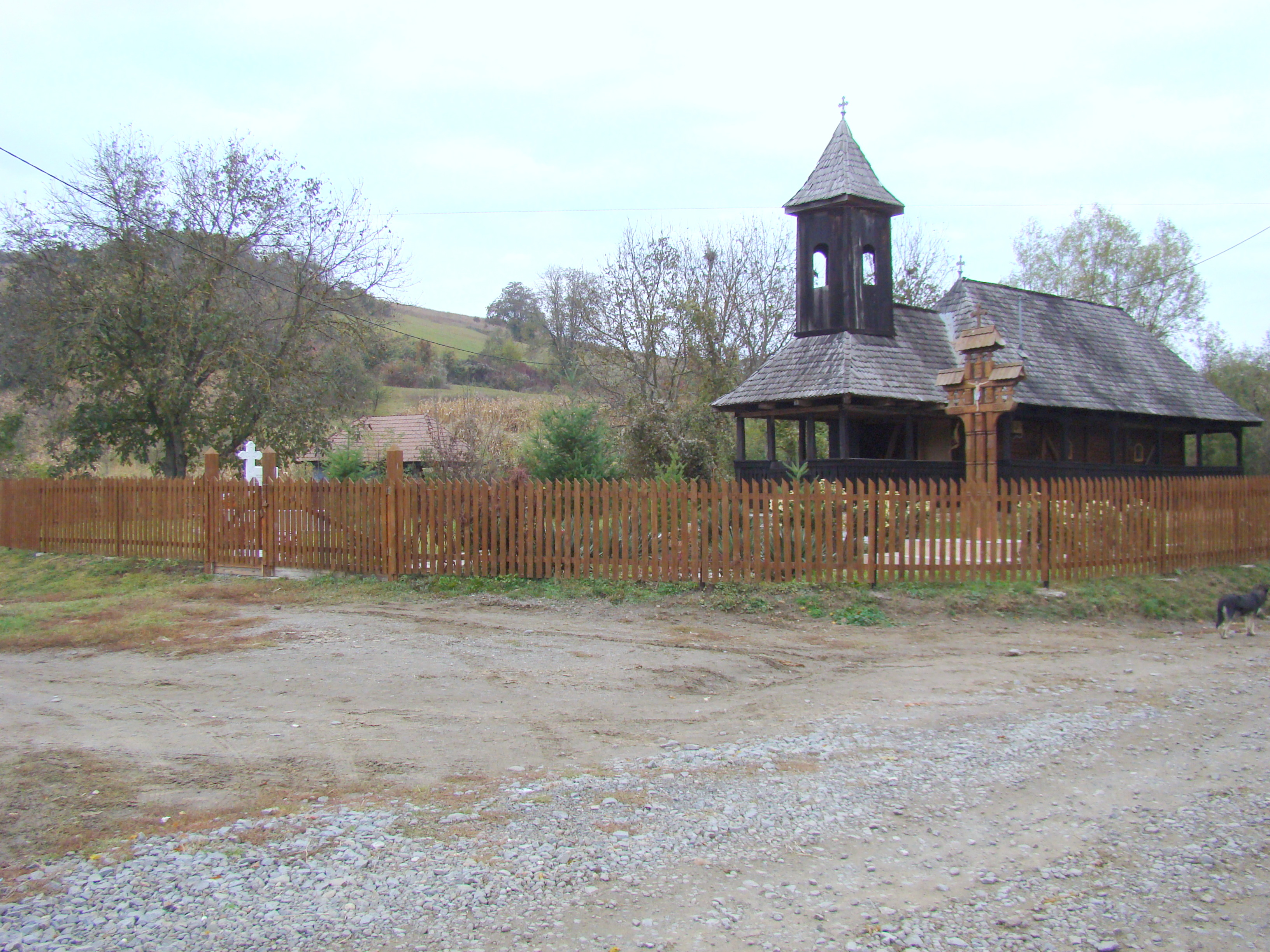
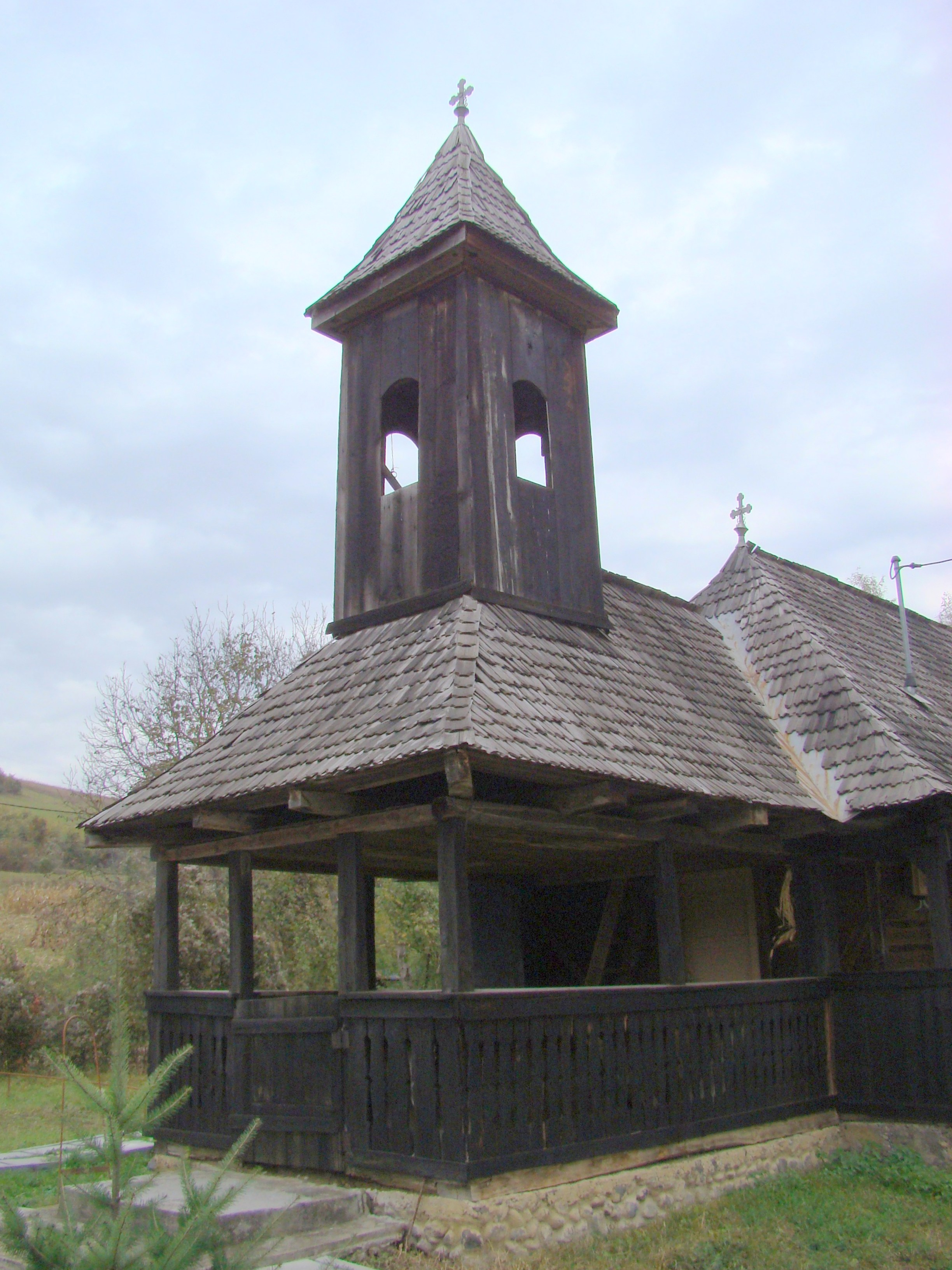
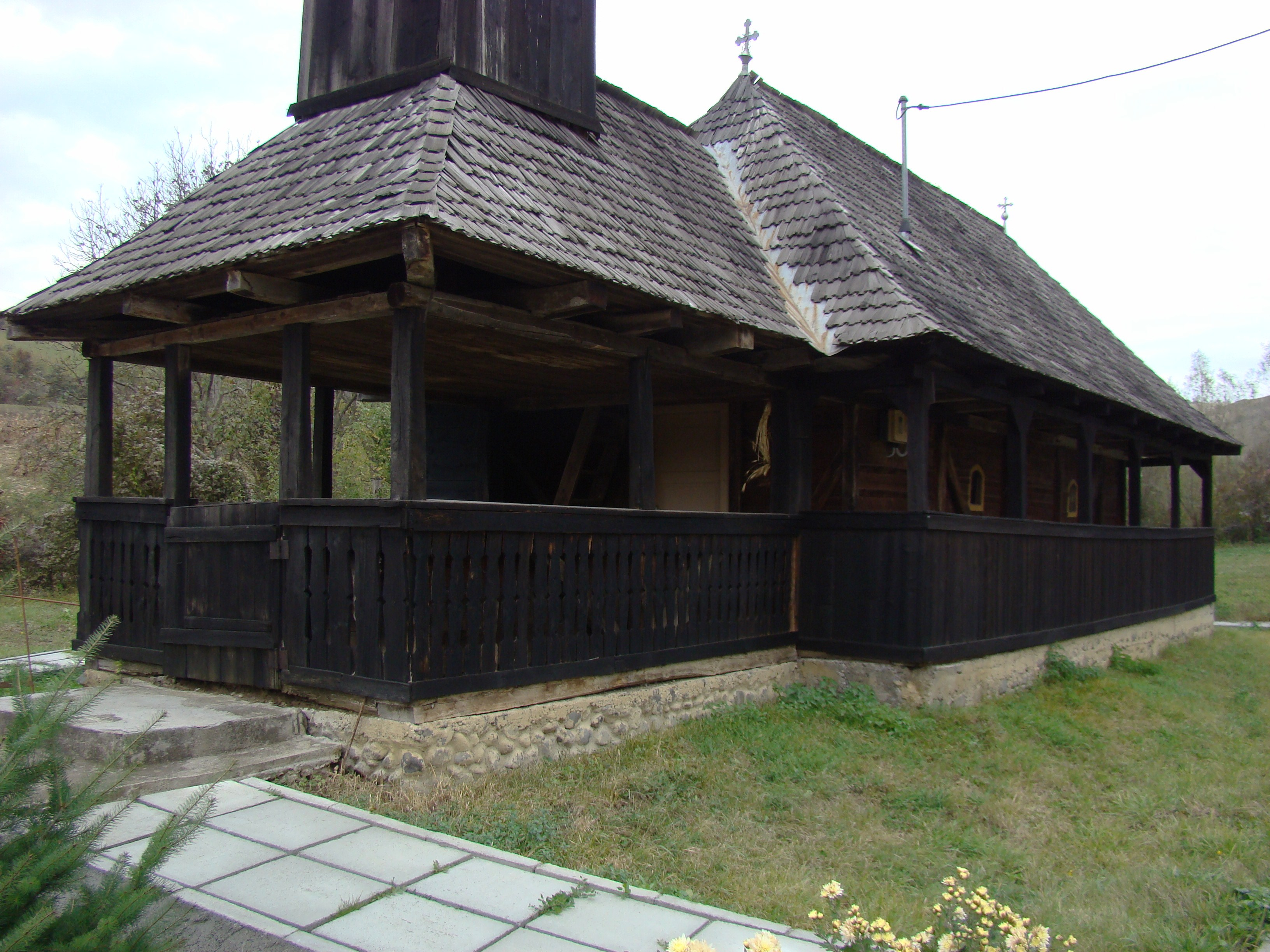
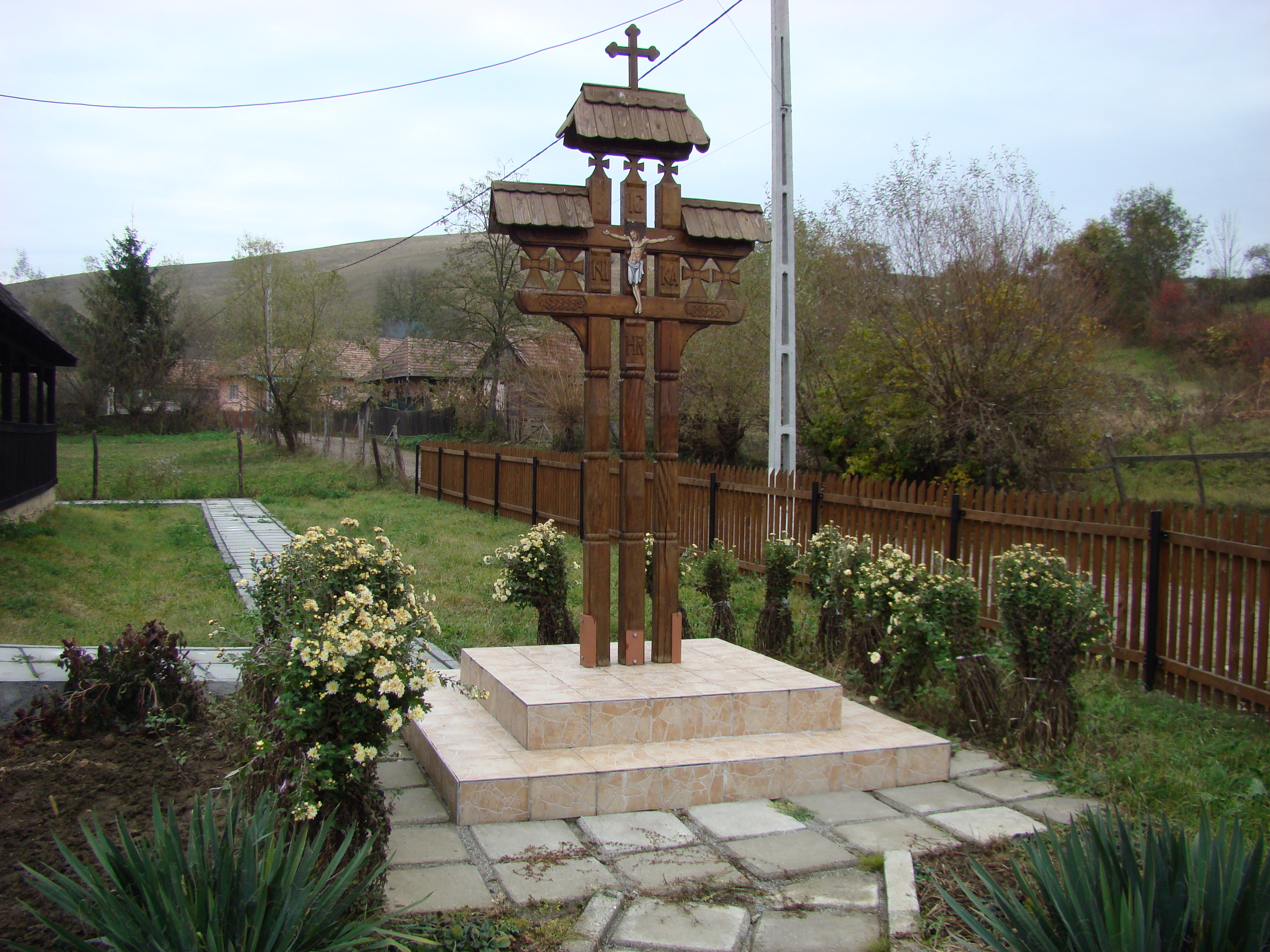
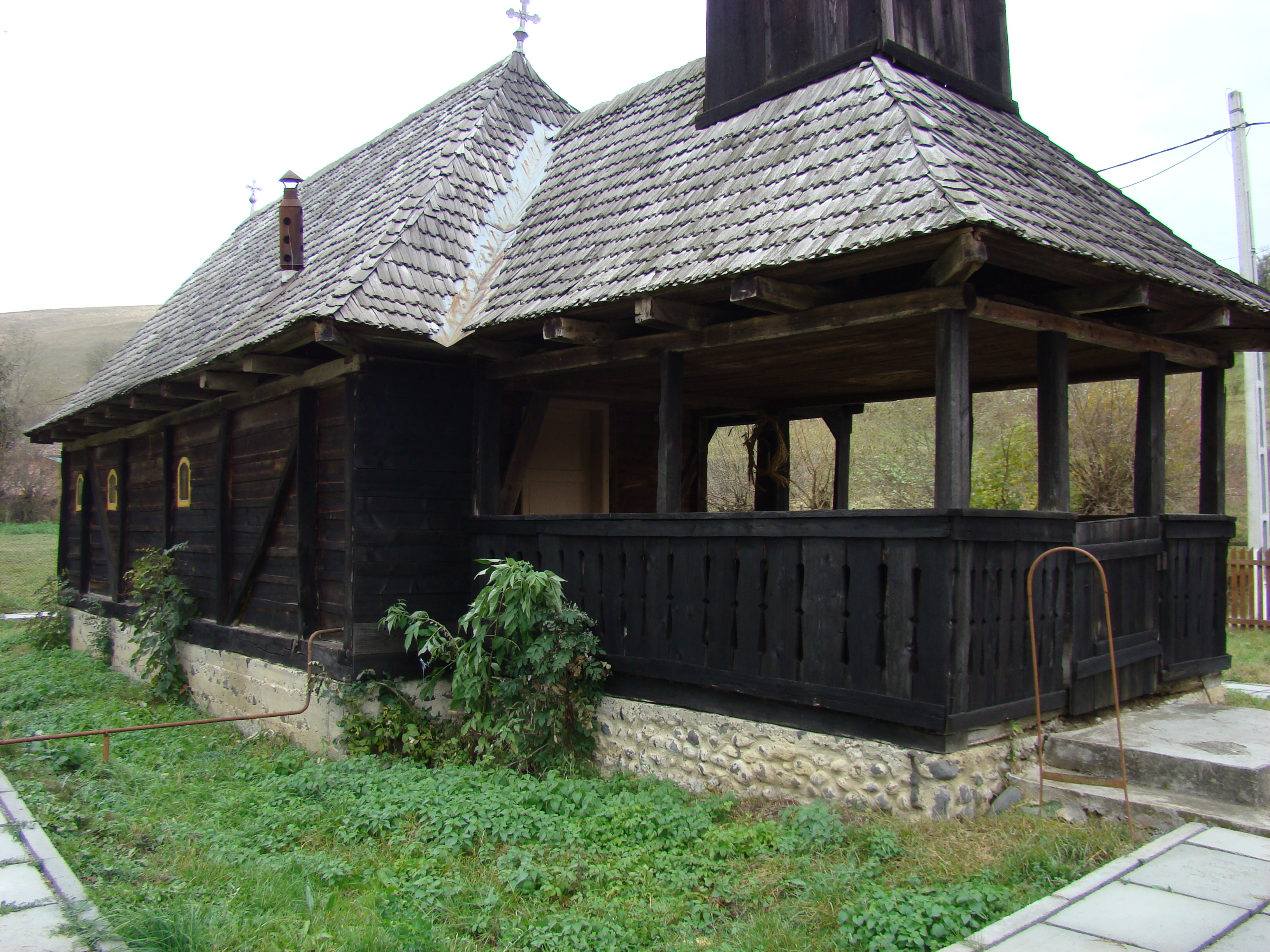
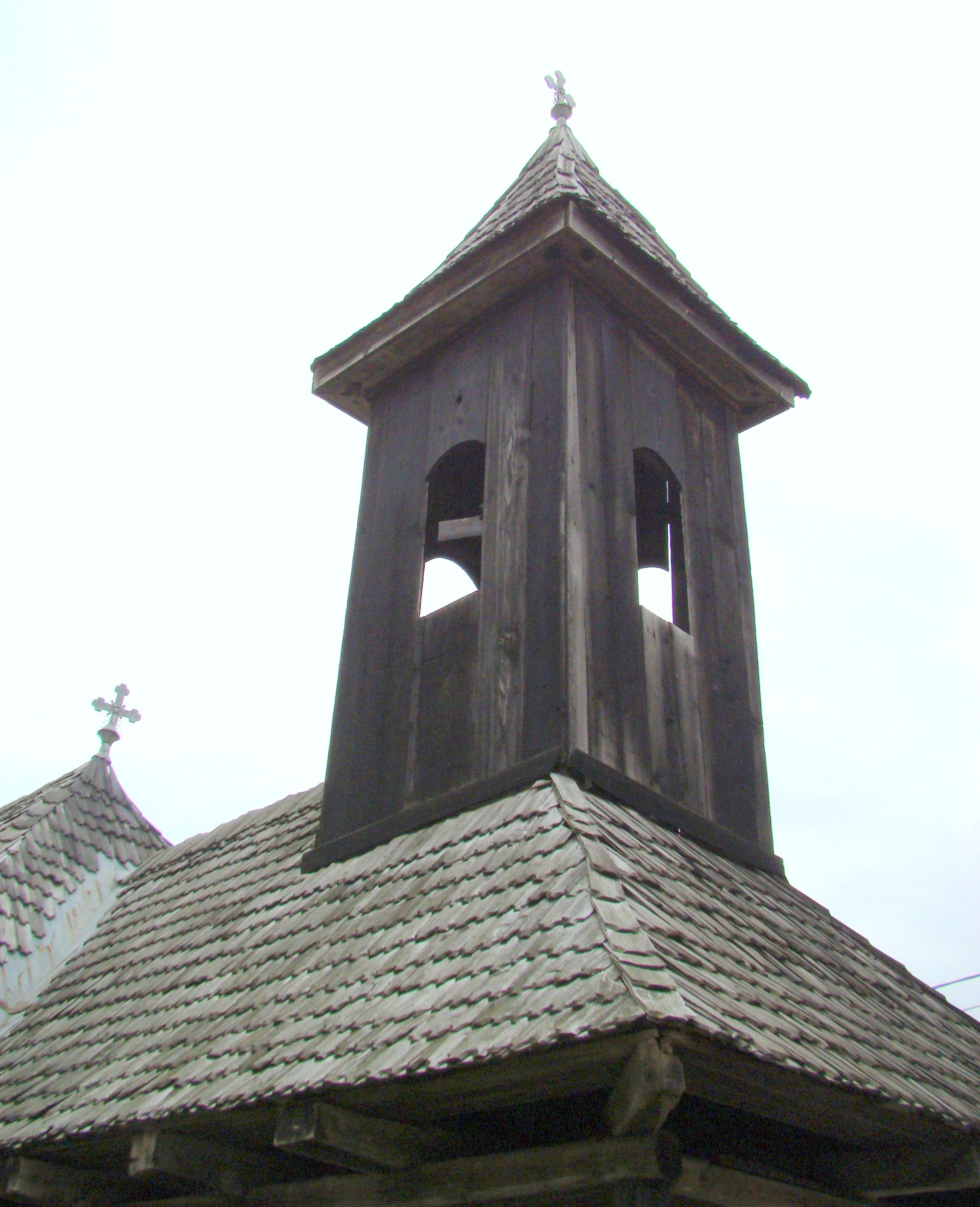
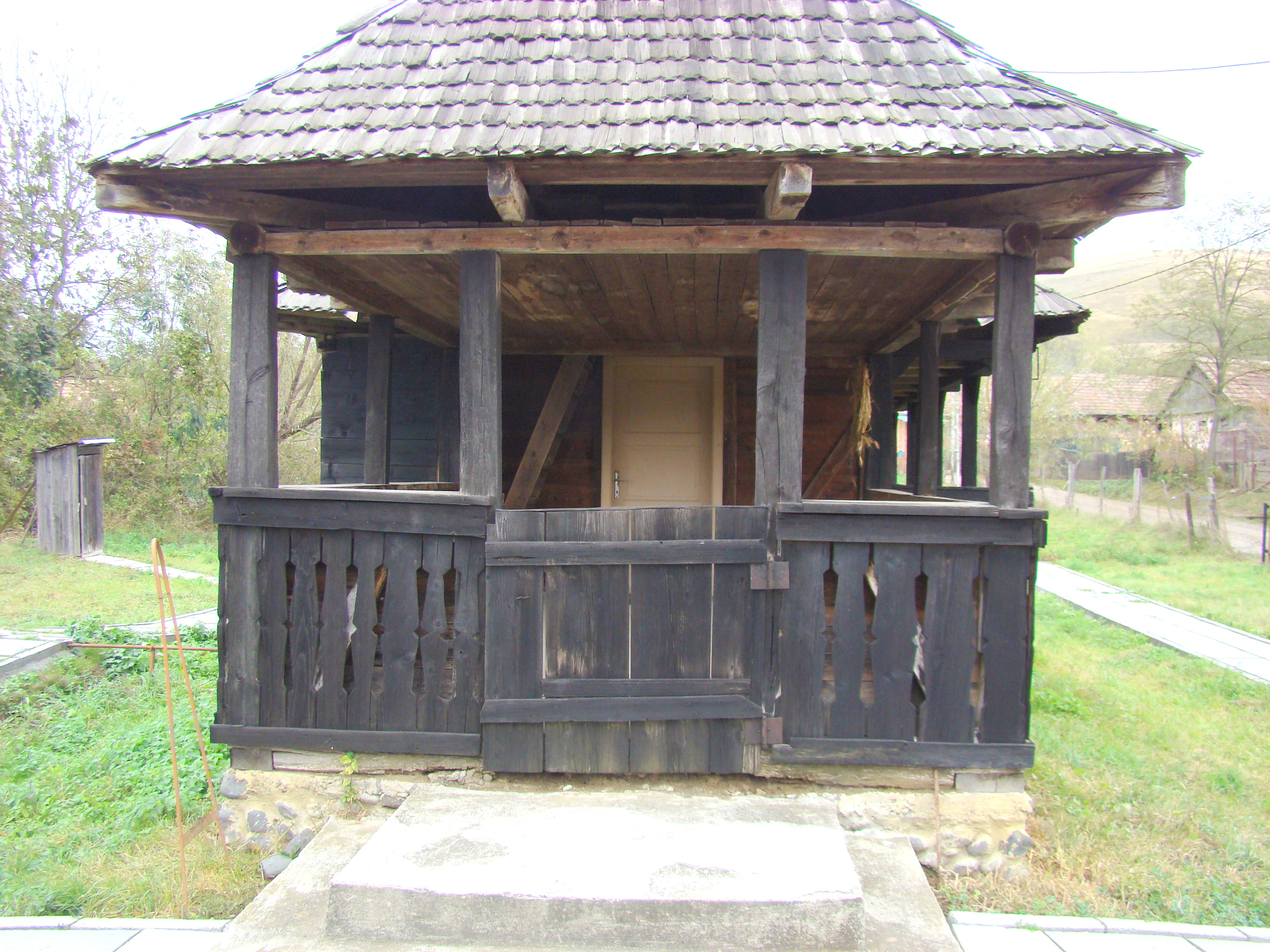
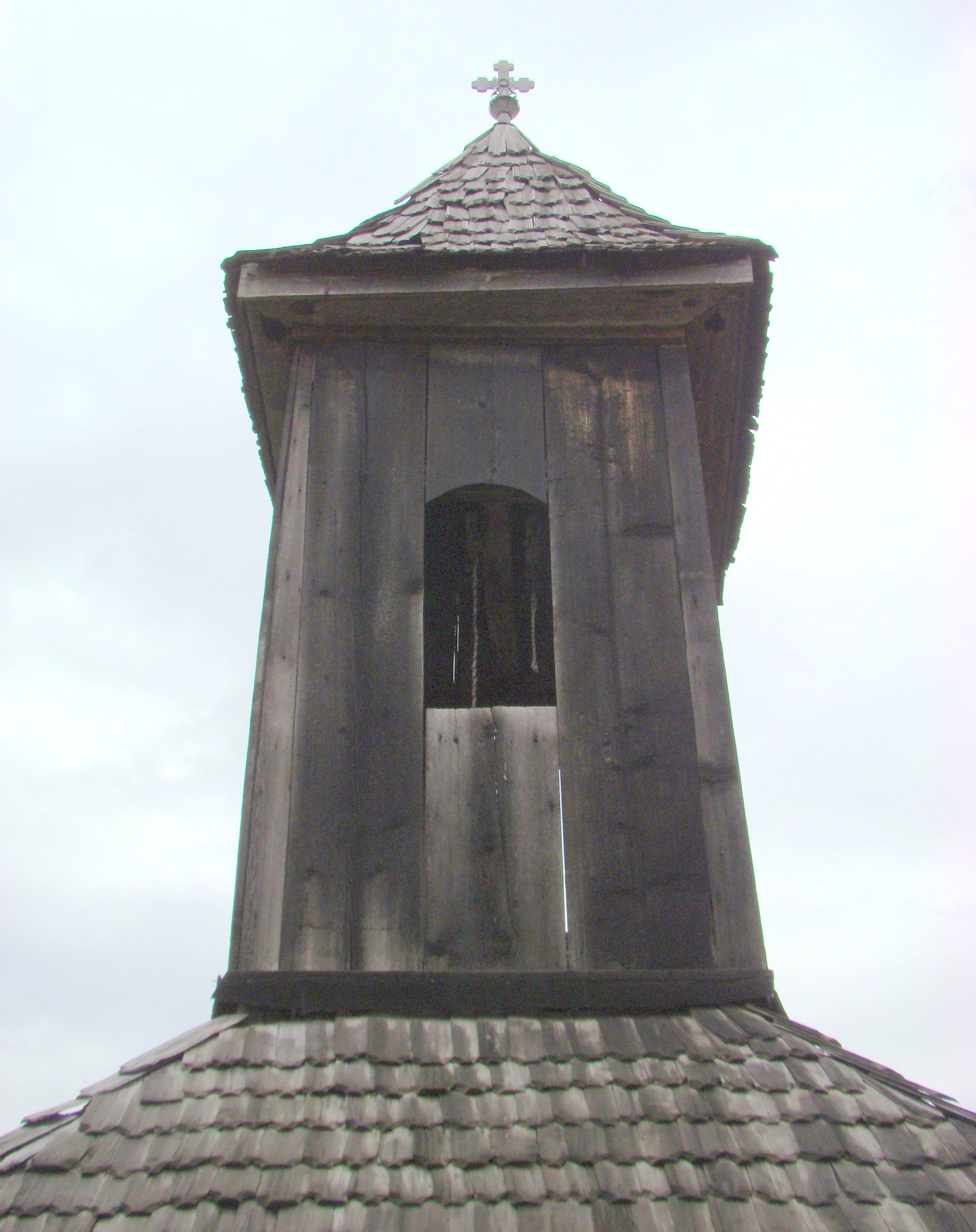
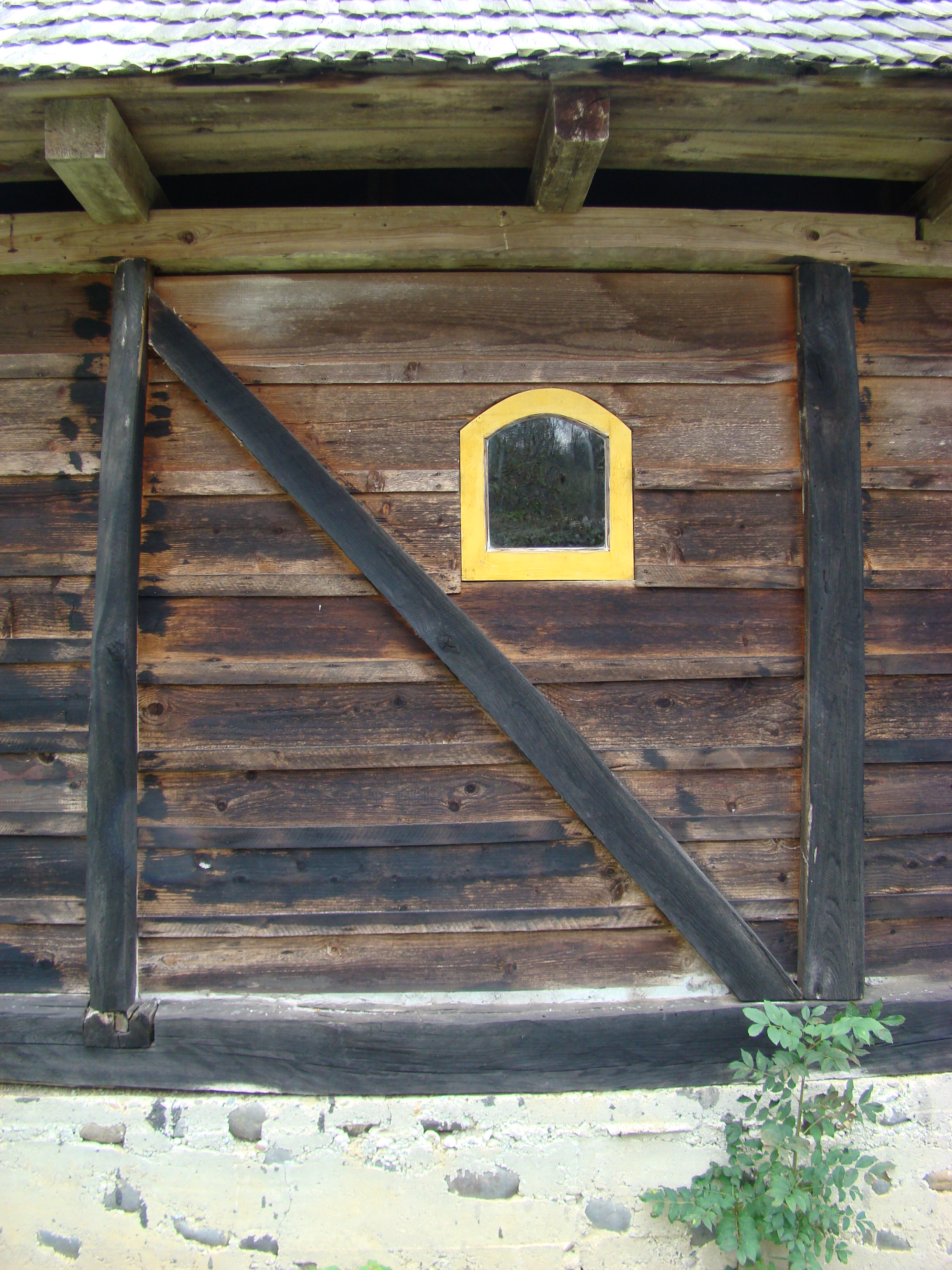
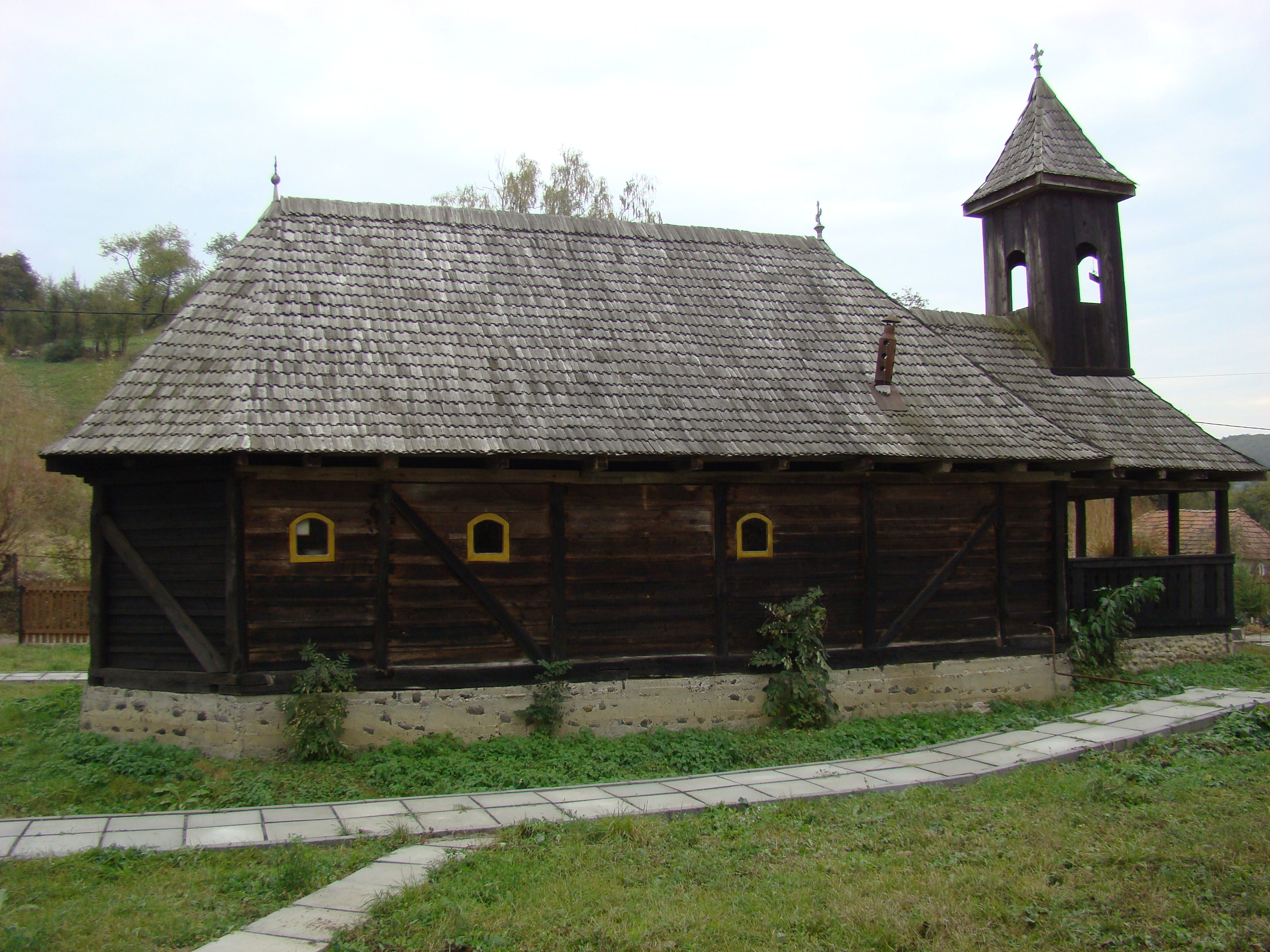
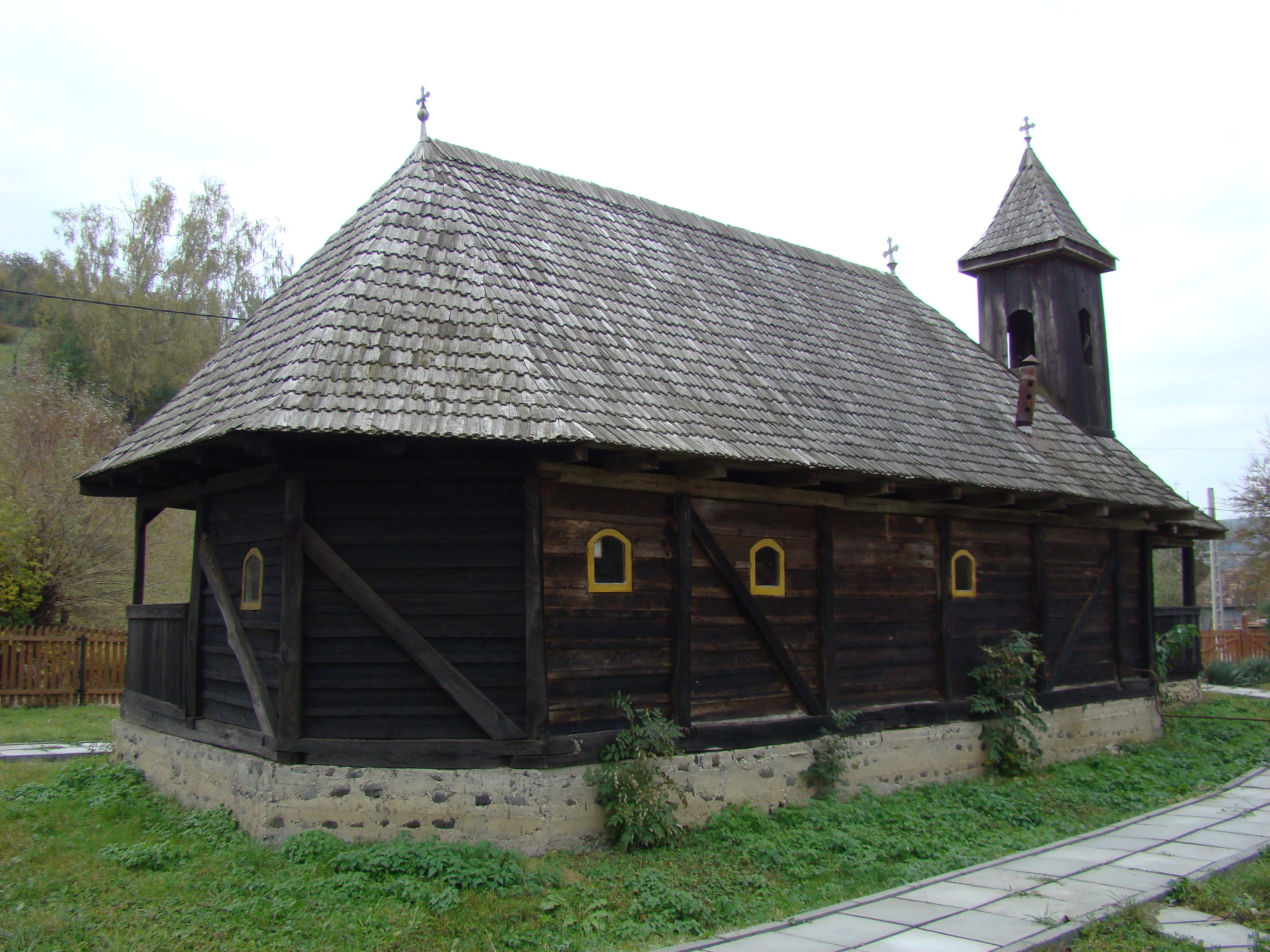
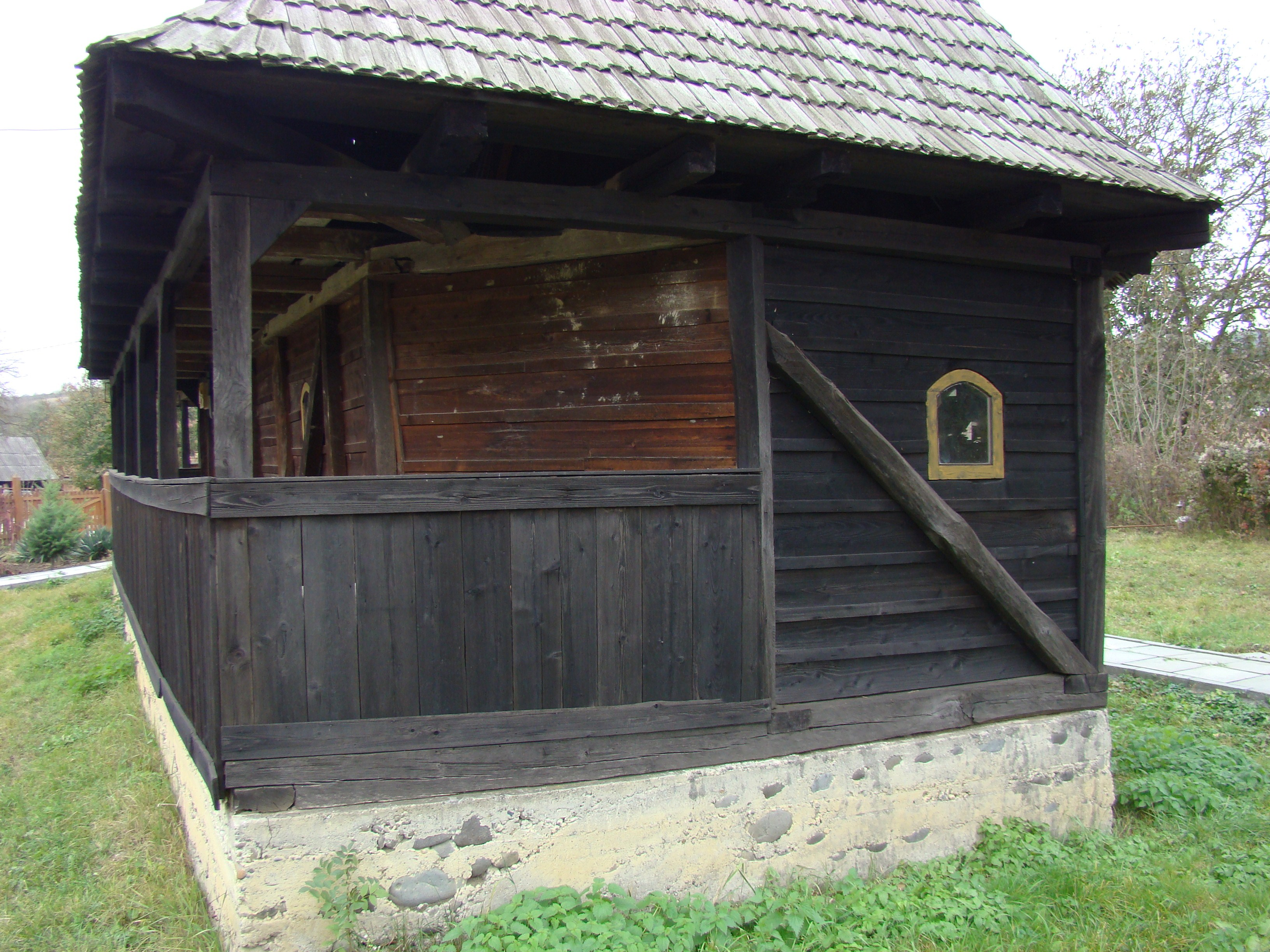
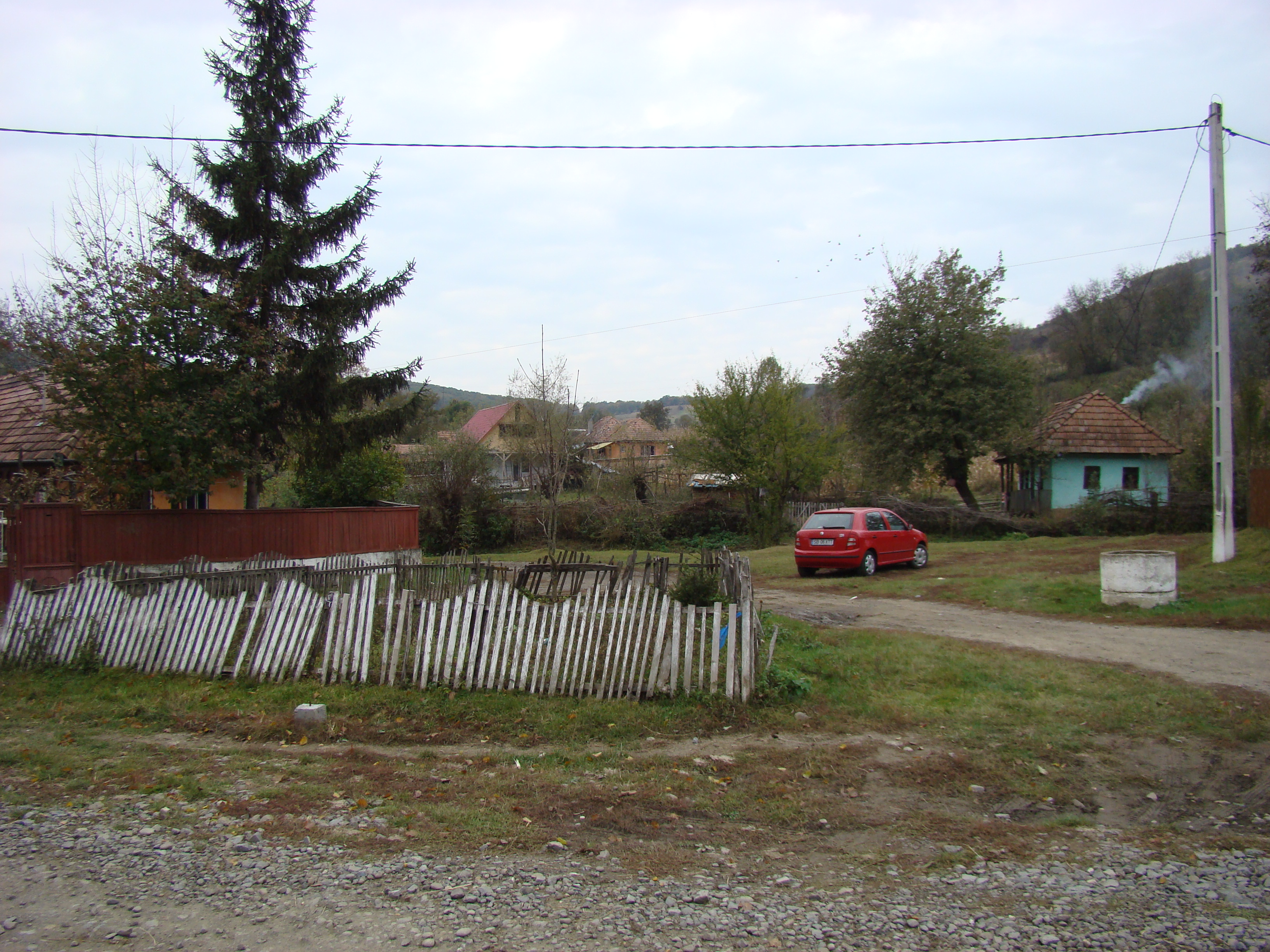
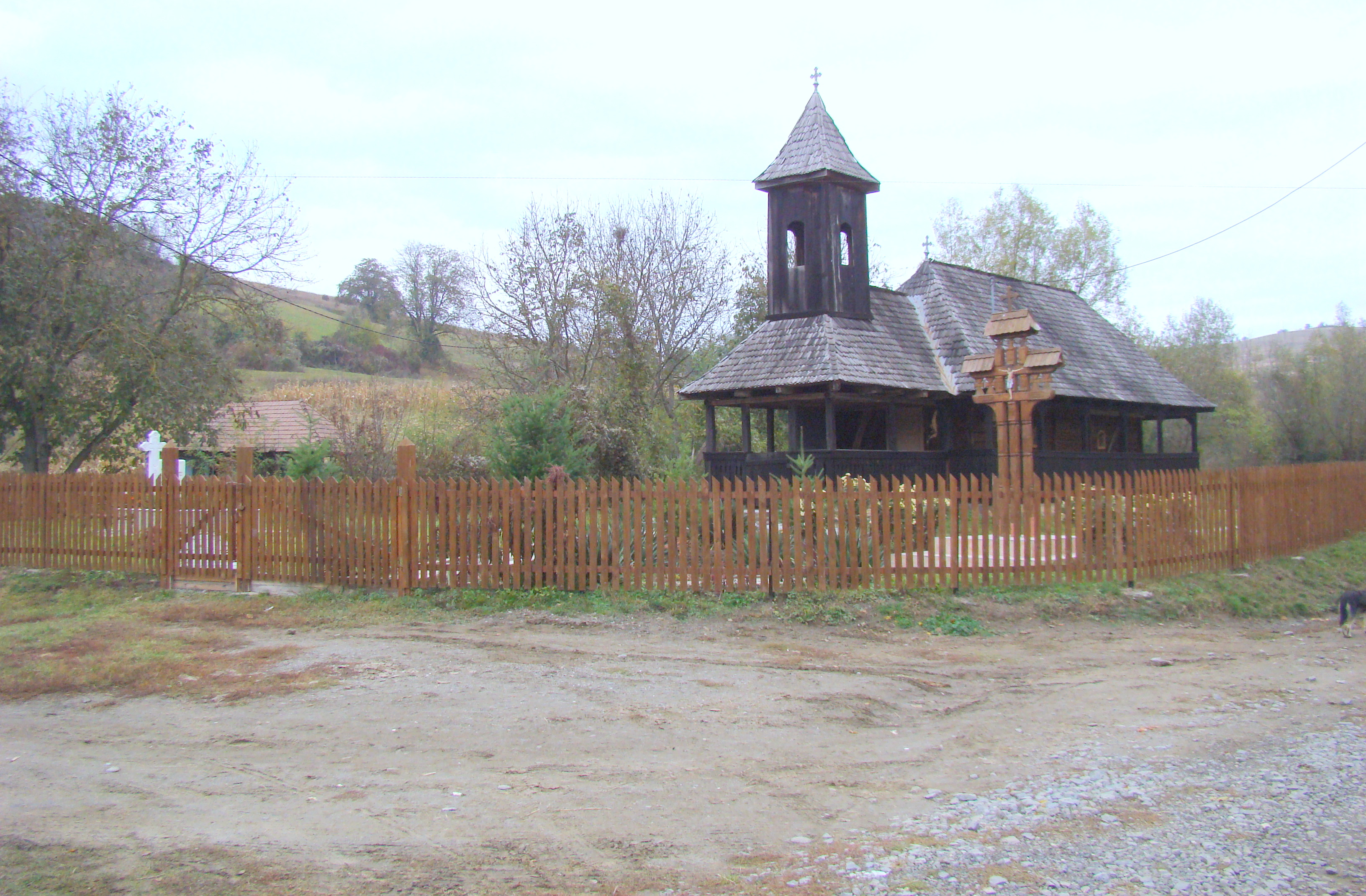